# Camí francès de Sant Jaume
El Camí francès de Sant Jaume és sens dubte la ruta compostel·lana més transitada, tant més, com més ens aproximem a Santiago de Compostel·la, car gairebé totes les rutes que recorren Espanya, acaben confluint en un o un altre punt amb aquesta.

La ruta original era la ViaTolosana, la ruta procedent de França que creua la Serralada Pirinenca pel oscense Port de Somport sent coneguda com a Camí de Sant Jaume Aragonès o francaragonès.
Tres de les principals Rutes compostel·lanes a França, la ViaTuronensis, la Via Lemovicensis i la Via Podiensis, conflueixen en Sant Joan de Peu de Port, creuant des d'allí els Pirineus  pel Port de Roncesvalls. Una vegada en territori espanyol, solca el nord de la Península fins a l'extrem occidental, rebent al llarg del seu recorregut, als pelegrins que transiten altres rutes jacobeas procedents de qualsevol part d'Espanya.
Aquesta ruta d'extraordinària riquesa cultural, artística i paisatgística es troba en l'actualitat ben documentada i dotada de senyalització i infraestructures adequades.

## Traçat de la ruta

### Ruta principal

#### A França
| Localitat               | Departament        | A Santiago (km) | Altitud (m) | Web |
| ----------------------- | ------------------ | --------------- | ----------- | --- |
| Saint-Jean-Pied-de-Port | Pirineus Atlàntics | 75 o 781        | 200         |     |
| Huntto (Saint-Michel)   | Pirineus Atlàntics | 7               |             |     |
| Orisson (Saint-Michel)  | Pirineus Atlàntics | 3               |             |     |
| Collado de Bentartea    | Pirineus Atlàntics | p               | 1337        |     |

#### A Navarra

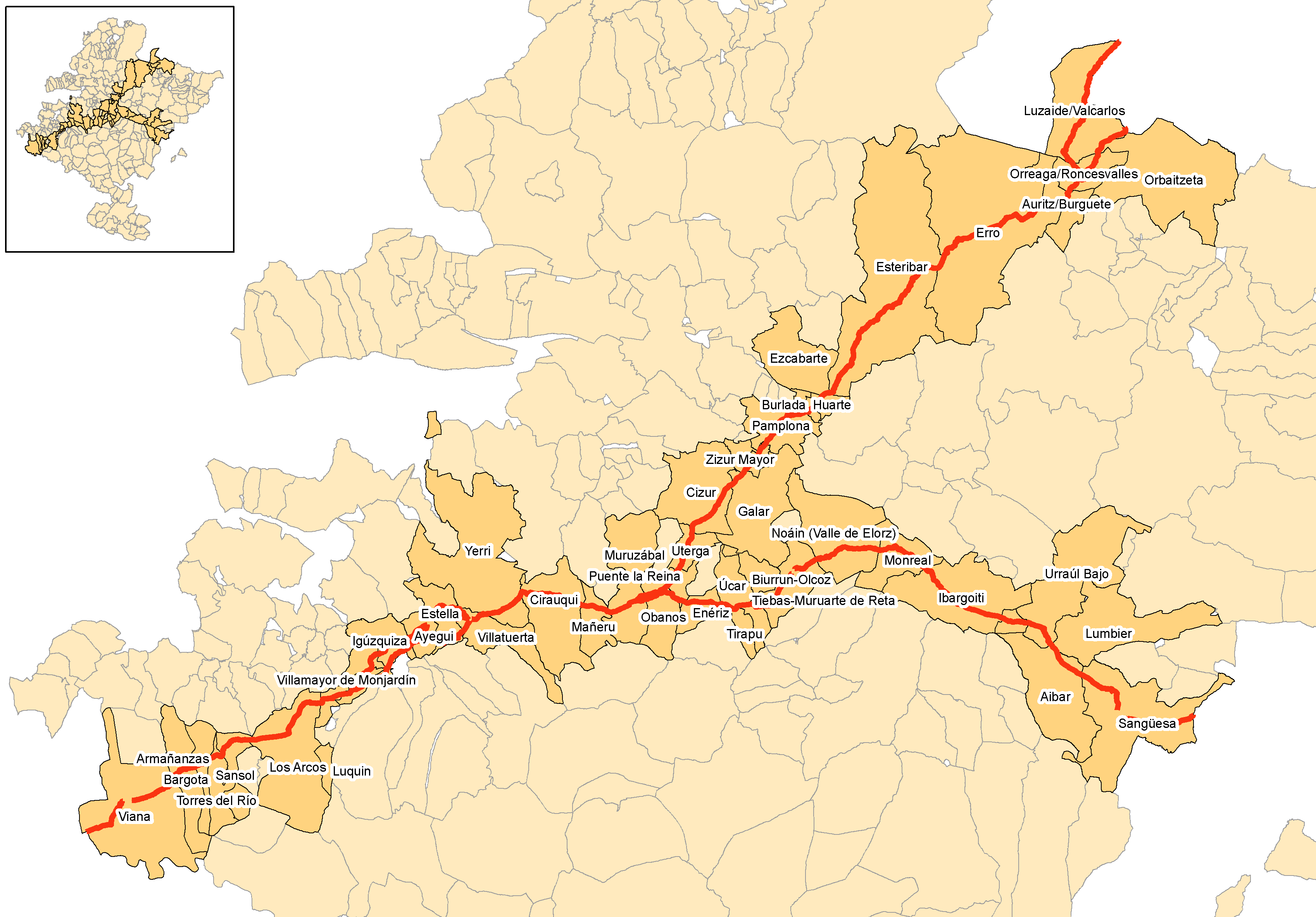
Camí de Santiago a Navarra.

| Localitat o municipi                               | Província | A Santiago (km) | Altitud (m) | Web |
| -------------------------------------------------- | --------- | --------------- | ----------- | --- |
| Collado Lepoeder                                   | Navarra   | 762             | 1430        |     |
| Port de Ibañeta                                    | Navarra   | 759             | 1057        |     |
| Roncesvalles/Orreaga                               | Navarra   | 755             |             |     |
| Burguete/Auritz                                    | Navarra   | 752             |             |     |
| Espinal/Aurizberri (Erro)                          | Navarra   | 749             |             |     |
| Viscarret-Guerendiáin/Bizkarreta-Gerendiain (Erro) | Navarra   | 744             |             |     |
| Linzoáin/Lintzoain (Erro)                          | Navarra   | 742             |             |     |
| Port de Erro                                       | Navarra   | 739             |             |     |
| Zubiri (Valle de Esteríbar)                        | Navarra   | 733             |             |     |
| Larrasoaña (Valle de Esteríbar)                    | Navarra   | 728             | 500         |     |
| Akerreta (Valle de Esteríbar)                      | Navarra   | 727             | 541         |     |
| Zuriain (Valle de Esteríbar)                       | Navarra   | 724             | 520         |     |
| Irotz (Valle de Esteríbar)                         | Navarra   | 722             | 500         |     |
| Zabaldika (Valle de Esteríbar)                     | Navarra   | 720             | 500         |     |
| Villava                                            | Navarra   | 715             |             |     |
| Burlada/Burlata                                    | Navarra   | 715             |             |     |
| Pamplona/Iruña                                     | Navarra   | 712             |             |     |
| Cizur Menor (Cendea de Cizur)                      | Navarra   | 707             |             |     |
| Zariquiegui (Cendea de Cizur)                      | Navarra   | 701             |             |     |
| Uterga                                             | Navarra   | 695             |             |     |
| Muruzábal                                          | Navarra   | 692             |             |     |
| Obanos                                             | Navarra   | 691             |             |     |
| Puente la Reina/Gares                              | Navarra   | 688             |             |     |
| Mañeru                                             | Navarra   | 683             |             |     |
| Cirauqui/Zirauki                                   | Navarra   | 681             |             |     |
| Lorca (Yerri)                                      | Navarra   | 675             |             |     |
| Villatuerta/Bilatorta                              | Navarra   | 670             |             |     |
| Estella/Lizarra                                    | Navarra   | 666             |             |     |
| Ayegui/Aiegi                                       | Navarra   | 664             |             |     |
| Monestir de Irache (Ayegui)                        | Navarra   | 661             |             |     |
| Azqueta (Igúzquiza)                                | Navarra   | 659             |             |     |
| Villamayor de Monjardín                            | Navarra   | 657             |             |     |
| Urbiola (Igúzquiza)                                | Navarra   | 654             |             |     |
| Els Arcs                                           | Navarra   | 644             |             |     |
| Sansol                                             | Navarra   | 638             |             |     |
| Torres del Riu                                     | Navarra   | 637             |             |     |
| Viana                                              | Navarra   | 626             |             |     |

#### A Aragó
| Municipi                            | Província | A Santiago (Km) | Web |
| ----------------------------------- | --------- | --------------- | --- |
| Somport (Aísa)                      | Osca      | 870             |     |
| Estació de Canfranc (Canfranc)      | Osca      | 862             |     |
| Canfranc                            | Osca      | 858             |     |
| Villanúa/Billanuga                  | Osca      | 853             |     |
| Castiello de Jaca                   | Osca      | 846             |     |
| Jaca/Chaca                          | Osca      | 838             |     |
| Santa Creu de la Serós              | Osca      | 822             |     |
| Santa Cilia de Jaca                 | Osca      | 807             |     |
| Puente la Reina de Jaca             | Osca      | 801             |     |
| Arrés (Ballo)                       | Osca      | 798             |     |
| Dimarts (Canal de Berdún)           | Osca      | 792             |     |
| Mianos                              | Saragossa | 785             |     |
| Artieda                             | Saragossa | 780             |     |
| Ruesta (Urriés)                     | Saragossa | 772             |     |
| Undués de Lerda                     | Saragossa | 763             |     |
| Sangüesa/Zangoza                    | Navarra   | 753             |     |
| Liédena                             | Navarra   | 748             |     |
| Lumbier                             | Navarra   | 742             |     |
| Nardués (Lumbier)                   | Navarra   | 737             |     |
| Aldunate (Lumbier)                  | Navarra   | 736             |     |
| Izco (Ibargoiti)                    | Navarra   | 731             |     |
| Abínzano (Ibargoiti)                | Navarra   | 729             |     |
| Salines de Ibargoiti (Ibargoiti)    | Navarra   | 725             |     |
| Monreal/Elo                         | Navarra   | 723             |     |
| Yarnoz (Noáin)                      | Navarra   | 718             |     |
| Otano (Noáin)                       | Navarra   | 717             |     |
| Gerendiáin (Noáin)                  | Navarra   | 713             |     |
| Tiebas-Muruarte de Repta            | Navarra   | 709             |     |
| Campanes (Tiebas-Muruarte de Repta) | Navarra   | 708             |     |
| Biurrun-Olcoz/Biurrun-Olkotz        | Navarra   | 706             |     |
| Ucar (Tiebas-Muruarte de Repta)     | Navarra   | 702             |     |
| Enériz/Eneritz                      | Navarra   | 700             |     |
| Obanos                              | Navarra   | 694             |     |
| Puente la Reina/Gares               | Navarra   | 692             |     |

#### A La Rioja
| Localitat o municipi        | Província | A Santiago (km) | Altitud (m) | Web |
| --------------------------- | --------- | --------------- | ----------- | --- |
| Logronyo                    | La Rioja  | 616             |             |     |
| Navarrete                   | La Rioja  | 603             |             |     |
| Ventosa                     | La Rioja  | 599             |             |     |
| Nájera                      | La Rioja  | 603 o 587       |             |     |
| Azofra                      | La Rioja  | 582             |             |     |
| Cirueña                     | La Rioja  | 572             |             |     |
| Santo Domingo de la Calzada | La Rioja  | 566             |             |     |
| Grañón                      | La Rioja  | 560             |             |     |

#### A la província de Burgos
| Localitat o municipi                   | Província | A Santiago (km) | Altitud (m) | Web |
| -------------------------------------- | --------- | --------------- | ----------- | --- |
| Redecilla del Camino                   | Burgos    | 556             |             |     |
| Castildelgado                          | Burgos    | 554             |             |     |
| Viloria de Rioja                       | Burgos    | 552             |             |     |
| Villamayor del Río (Fresneña)          | Burgos    | 548             |             |     |
| Belorado                               | Burgos    | 544             |             |     |
| Tosantos                               | Burgos    | 539             |             |     |
| Villambistia                           | Burgos    | 537             |             |     |
| Espinosa del Camino                    | Burgos    | 535             |             |     |
| Villafranca Montes de Oca              | Burgos    | 532             |             |     |
| San Juan de Ortega (Barrios de Colina) | Burgos    | 529 o 523 o 520 |             |     |
| Agés (Arlanzón)                        | Burgos    | 516             |             |     |
| Atapuerca                              | Burgos    | 513             |             |     |
| Villalval (Cardeñuela Riopico)         | Burgos    | 508             |             |     |
| Cardeñuela Riopico                     | Burgos    | 507             |             |     |
| Orbaneja Ríopico                       | Burgos    | 505             |             |     |
| Villafría de Burgos                    | Burgos    | 502             |             |     |
| Gamonal de Riopico (Burgos)            | Burgos    | 498             |             |     |
| Burgos                                 | Burgos    | 492             |             |     |
| Villalbilla de Burgos                  | Burgos    | 486             |             |     |
| Tardajos                               | Burgos    | 482             |             |     |
| Rabé de las Calzadas                   | Burgos    | 480             |             |     |
| Hornillos del Camino                   | Burgos    | 472             |             |     |
| San Bol (Iglesias)                     | Burgos    | 466             |             |     |
| Hontanas                               | Burgos    | 461             |             |     |
| San Antón (Castrojeriz)                | Burgos    | 454             |             |     |
| Castrojeriz                            | Burgos    | 452             |             |     |
| Itero del Castillo                     | Burgos    | 442             |             |     |

#### A la província de Palència
| Localitat o municipi                          | Província | A Santiago (km) | Altitud (m) | Web |
| --------------------------------------------- | --------- | --------------- | ----------- | --- |
| Itero de la Vega                              | Palència  | 441             |             |     |
| Boadilla del Camino                           | Palència  | 433             |             |     |
| Frómista                                      | Palència  | 491 o 427       |             |     |
| Población de Campos                           | Palència  | 423             |             |     |
| Revenga de Campos                             | Palència  | 419             |             |     |
| Villarmentero de Campos                       | Palència  | 417             |             |     |
| Villalcázar de Sirga                          | Palència  | 413             |             |     |
| Carrión de los Condes                         | Palència  | 408             |             |     |
| Calzadilla de la Cueza (Cervatos de la Cueza) | Palència  | 390             |             |     |
| Ledigos                                       | Palència  | 384             |             |     |
| Terradillos de los Templarios (Lagartos)      | Palència  | 381             |             |     |
| Moratinos                                     | Palència  | 378             |             |     |
| San Nicolás del Real Camino (Moratinos)       | Palència  | 376             |             |     |

#### A la província de Lleó
| Localitat o municipi                             | Província | A Santiago (km) | Altitud (m) | Web |
| ------------------------------------------------ | --------- | --------------- | ----------- | --- |
| Sahagún                                          | Lleó      | 368             |             |     |
| Calzada del Coto                                 | Lleó      | 378 o 363       |             |     |
| Bercianos del Real Camino                        | Lleó      | 357             |             |     |
| El Burgo Ranero                                  | Lleó      | 350             |             |     |
| Reliegos                                         | Lleó      | 337             |             |     |
| Mansilla de las Mulas                            | Lleó      | 331             |             |     |
| Villamoros de Mansilla (Mansilla Mayor)          | Lleó      | 327             |             |     |
| Puente de Villarente (Villasabariego)            | Lleó      | 325             |             |     |
| Arcahueja (Valdefresno)                          | Lleó      | 320             |             |     |
| Valdelafuente (Valdefresno)                      | Lleó      | 318             |             |     |
| Lleó                                             | Lleó      | 311             |             |     |
| Trobajo del Camino (San Andrés del Rabanedo)     | Lleó      | 307             |             |     |
| La Virgen del Camino (Valverde de la Virgen)     | Lleó      | 307 o 304       |             |     |
| Valverde de la Virgen                            | Lleó      | 300             |             |     |
| San Miguel del Camino (Valverde de la Virgen)    | Lleó      | 297             |             |     |
| Villadangos del Páramo                           | Lleó      | 289             |             |     |
| San Martín del Camino (Santa Marina del Rey)     | Lleó      | 285             |             |     |
| Puente de Órbigo                                 | Lleó      | 280             |             |     |
| Hospital de Órbigo                               | Lleó      | 279             |             |     |
| Villares de Órbigo                               | Lleó      | 276             |             |     |
| Santibáñez de Valdeiglesias (Villares de Órbigo) | Lleó      | 274             |             |     |
| Estébanez de la Calzada (Villarejo de Órbigo)    | Lleó      | 272             |             |     |
| San Justo de la Vega                             | Lleó      | 266             |             |     |
| Astorga                                          | Lleó      | 262             |             |     |
| Valdeviejas (Astorga)                            | Lleó      | 261             |             |     |
| Murias de Rechivaldo (Astorga)                   | Lleó      | 258             |             |     |
| Santa Catalina de Somoza                         | Lleó      | 253             |             |     |
| El Ganso (Brazuelo)                              | León      | 249             |             |     |
| Rabanal del Camino (Santa Colomba de Somoza)     | Lleó      | 242             |             |     |
| Foncebadón (Santa Colomba de Somoza)             | Lleó      | 236             | 1430        |     |
| Manjarín                                         | Lleó      | 232             |             |     |
| El Acebo (Molinaseca)                            | Lleó      | 225             |             |     |
| Riego de Ambrós (Molinaseca)                     | Lleó      | 221             |             |     |
| Molinaseca                                       | Lleó      | 217             | 580         |     |
| Campo (Ponferrada)                               | Lleó      | 212             |             |     |
| Ponferrada                                       | Lleó      | 209             |             |     |
| Columbrianos (Ponferrada)                        | Lleó      | 204             |             |     |
| Fuentesnuevas (Ponferrada)                       | Lleó      | 201             |             |     |
| Camponaraya                                      | Lleó      | 199             |             |     |
| Cacabelos                                        | Lleó      | 193             |             |     |
| Villafranca del Bierzo                           | Lleó      | 186             |             |     |
| Pereje (Trabadelo)                               | Lleó      | 179             |             |     |
| Trabadelo                                        | Lleó      | 174             |             |     |
| Las Herrerías (Vega de Valcarce)                 | Lleó      | 172             |             |     |
| La Portela de Valcarce (Vega de Valcarce)        | Lleó      | 170             |             |     |
| Ambasmestas (Vega de Valcarce)                   | Lleó      | 169             |             |     |
| Vega de Valcarce                                 | Lleó      | 167             |             |     |
| Ruitelán (Vega de Valcarce)                      | Lleó      | 165             |             |     |
| Las Herrerías de Valcarce (Vega de Valcarce)     | Lleó      | 164             |             |     |
| La Faba (Vega de Valcarce)                       | Lleó      | 161             |             |     |
| La Laguna (Vega de Valcarce)                     | Lleó      | 158             |             |     |

#### A la província de Lugo
| Localitat (municipi)                        | Província | A Santiago (km) | Altitud (m) | Web |
| ------------------------------------------- | --------- | --------------- | ----------- | --- |
| O Cebreiro (Pedrafita do Cebreiro)          | Lugo      | 155             |             |     |
| Liñares (Pedrafita do Cebreiro)             | Lugo      | 152             |             |     |
| Alto de San Roque (Pedrafita do Cebreiro)   | Lugo      | 149             |             |     |
| Hospital da Condesa (Pedrafita do Cebreiro) | Lugo      | 148             |             |     |
| Padornelo (Pedrafita do Cebreiro)           | Lugo      | 147             |             |     |
| Alto do Poio (Pedrafita do Cebreiro)        | Lugo      | 146             |             |     |
| Fonfría do Camiño (Pedrafita do Cebreiro)   | Lugo      | 143             |             |     |
| O Biduedo (Triacastela)                     | Lugo      | 141             |             |     |
| Filloval (Triacastela)                      | Lugo      | 138             |             |     |
| As Pasantes (Triacastela)                   | Lugo      | 137             |             |     |
| Ramil (Triacastela)                         | Lugo      | 136             |             |     |
| Triacastela                                 | Lugo      | 131 o 135       |             |     |
| San Cristovo do Real (Samos)                | Lugo      | 132             |             |     |
| Renche (Samos)                              | Lugo      | 130             |             |     |
| San Martiño do Real (Samos)                 | Lugo      | 127             |             |     |
| Samos                                       | Lugo      | 126             |             |     |
| Teiguín (Samos)                             | Lugo      | 124             |             |     |
| Aián (Samos)                                | Lugo      | 119             |             |     |
| Fontao (Sarria)                             | Lugo      | 115             |             |     |
| Sarria                                      | Lugo      | 113             |             |     |
| As Paredes (Sarria)                         | Lugo      | 110             |             |     |
| Vilei (Sarria)                              | Lugo      | 110             |             |     |
| Barbadelo (Sarria)                          | Lugo      | 109             |             |     |
| Rente (Sarria)                              | Lugo      | 108             |             |     |
| Mercado da Serra (Sarria)                   | Lugo      | 107             |             |     |
| Leimán (Sarria)                             | Lugo      | 105             |             |     |
| Peruscallo (Sarria)                         | Lugo      | 104             |             |     |
| Cortiñas (Sarria)                           | Lugo      | 103             |             |     |
| Lavandeiras (Sarria)                        | Lugo      | 102             |             |     |
| A Brea (Sarria)                             | Lugo      | 101             |             |     |
| Morgade (Sarria)                            | Lugo      | 100             |             |     |
| Ferreiros (Paradela)                        | Lugo      | 99              |             |     |
| Mirallos (Paradela)                         | Lugo      | 98              |             |     |
| A Pena (Paradela)                           | Lugo      | 98              |             |     |
| O Couto (Paradela)                          | Lugo      | 97              |             |     |
| As Rozas (Portomarín)                       | Lugo      | 97              |             |     |
| Moimentos (Paradela)                        | Lugo      | 95              |             |     |
| Mercadoiro (Paradela)                       | Lugo      | 95              |             |     |
| Moutras (Paradela)                          | Lugo      | 95              |             |     |
| A Parrocha (Paradela)                       | Lugo      | 93              |             |     |
| Vilachá (Portomarín)                        | Lugo      | 92              |             |     |
| Portomarín                                  | Lugo      | 90              |             |     |
| Toxibó (Portomarín)                         | Lugo      | 86              |             |     |
| Monte Torros (Portomarín)                   | Lugo      | 85              |             |     |
| Gonzar (Portomarín)                         | Lugo      | 82              |             |     |
| Castromaior (Portomarín)                    | Lugo      | 81              |             |     |
| Hospital da Cruz (Portomarín)               | Lugo      | 79              |             |     |
| Vendas de Narón (Portomarín)                | Lugo      | 78              |             |     |
| A Previsa (Monterroso)                      | Lugo      | 75              |             |     |
| Os Lameiros (Monterroso)                    | Lugo      | 75              |             |     |
| Ligonde (Monterroso)                        | Lugo      | 74              |             |     |
| Airexe (Monterroso)                         | Lugo      | 73              |             |     |
| Portos (Palas de Rei)                       | Lugo      | 71              |             |     |
| Lestedo (Palas de Rei)                      | Lugo      | 70              |             |     |
| Os Valos (Palas de Rei)                     | Lugo      | 70              |             |     |
| A Mamurria (Palas de Rei)                   | Lugo      | 69              |             |     |
| A Brea (Palas de Rei)                       | Lugo      | 68              |             |     |
| Abenostre (Palas de Rei)                    | Lugo      | 68              |             |     |
| As Lamelas (Palas de Rei)                   | Lugo      | 68              |             |     |
| O Rosario (Palas de Rei)                    | Lugo      | 67              |             |     |
| Os Chacotes (Palas de Rei)                  | Lugo      | 68              |             |     |
| Palas de Rei                                | Lugo      | 65              |             |     |
| Carballal (Palas de Rei)                    | Lugo      | 64              |             |     |
| San Xulián do Camiño (Palas de Rei)         | Lugo      | 62              |             |     |
| A Pallota (Palas de Rei)                    | Lugo      | 62              |             |     |
| A Ponte Campaña (Palas de Rei)              | Lugo      | 61              |             |     |
| Casanova (Palas de Rei)                     | Lugo      | 60              |             |     |
| Porto de Bois (Palas de Rei)                | Lugo      | 59              |             |     |
| A Campanilla (Palas de Rei)                 | Lugo      | 58              |             |     |

#### A la província de la Corunya
| Localitat o municipi (municipi)           | Província  | A Santiago (km) | Altitud (m) | Web                 |
| ----------------------------------------- | ---------- | --------------- | ----------- | ------------------- |
| O Coto (Melide)                           | La Corunya | 57              |             |                     |
| O Leboreiro (Melide)                      | La Corunya | 56              |             | ExCampus Leporarius |
| Desecabo (Melide)                         | La Corunya | 56              |             |                     |
| Parc empresarial de la Magdalena (Melide) | La Corunya | 54              |             |                     |
| Furelos (Melide)                          | La Corunya | 52              |             |                     |
| Melide                                    | La Corunya | 51              |             |                     |
| O Carballal (Melide)                      | La Corunya | 49              |             |                     |
| O Ras (Melide)                            | La Corunya | 48              |             |                     |
| Parabispo (Melide)                        | La Corunya | 47              |             |                     |
| A Peroxa (Arzúa)                          | La Corunya | 46              |             |                     |
| Boente (Arzúa)                            | La Corunya | 46              |             |                     |
| Punta Brea (Arzúa)                        | La Corunya | 45              |             |                     |
| A Castañeda (Arzúa)                       | La Corunya | 44              |             |                     |
| Ribadiso (Arzúa)                          | La Corunya | 40              |             |                     |
| Arzúa                                     | La Corunya | 37              |             |                     |
| As Barrosas (Arzúa)                       | La Corunya | 36              |             |                     |
| Pregontoño (Arzúa)                        | La Corunya | 35              |             |                     |
| Cortobe (Arzúa)                           | La Corunya | 34              |             |                     |
| A Peroxa (Arzúa)                          | La Corunya | 34              |             |                     |
| Taberna Vella (Arzúa)                     | La Corunya | 33              |             |                     |
| A Calzada (Arzúa)                         | La Corunya | 32              |             |                     |
| Calle (O Pino)                            | La Corunya | 30              |             |                     |
| Boavista (O Pino)                         | La Corunya | 29              |             |                     |
| Salceda (O Pino)                          | La Corunya | 27              |             |                     |
| Santa Irene (O Pino)                      | La Corunya | 22              |             |                     |
| A Rúa (O Pino)                            | La Corunya | 20              |             |                     |
| Pedrouzo (O Pino)                         | La Corunya | 19              |             |                     |
| San Antón (O Pino)                        | La Corunya | 18              |             |                     |
| Amenal (O Pino)                           | La Corunya | 17              |             |                     |
| San Paio (O Pino)                         | La Corunya | 15              |             |                     |
| A Lavacolla (Santiago de Compostel·la)    | La Corunya | 11              |             |                     |
| Vilamaior (Santiago de Compostel·la)      | La Corunya | 9               |             |                     |
| San Marcos (Santiago de Compostel·la)     | La Corunya | 5               |             |                     |
| Monte do Gozo (Santiago de Compostel·la)  | La Corunya | 5               |             |                     |
| Santiago de Compostel·la                  | La Corunya | 0               |             |                     |

### Alternatives

#### Alternativa alPort de IbañetaperValcarlos
| Localitat o municipi    | Província o departament     | A Santiago (km) | Web |
| ----------------------- | --------------------------- | --------------- | --- |
| Saint-Jean-Pied-de-Port | Pirineus Atlàntics (França) | 785             |     |
| Arnéguy                 | Pirineus Atlàntics (França) | 778             |     |
| Luzaide/Valcarlos       | Navarra                     | 774             |     |
| Port de Ibañeta         | Navarra                     | 759             |     |

#### Alternativa aCirueñaperSan Millán de la Cogolla
| Municipi                 | Província | A Santiago (km) | Web |
| ------------------------ | --------- | --------------- | --- |
| Nájera                   | La Rioja  | 603             |     |
| San Millán de la Cogolla | La Rioja  | 585             |     |
| Berceo                   | La Rioja  | 583             |     |
| Cirueña                  | La Rioja  | 572             |     |

#### Alternativa aBurgosperOlmos de Atapuerca
| Municipi                               | Província | A Santiago (km) | Web |
| -------------------------------------- | --------- | --------------- | --- |
| San Juan de Ortega (Barrios de Colina) | Burgos    | 523             |     |
| Olmos de Atapuerca (Atapuerca)         | Burgos    | 512             |     |
| Rubena                                 | Burgos    | 507             |     |
| Villafría de Burgos                    | Burgos    | 502             |     |
| Burgos                                 | Burgos    | 492             |     |

#### Alternativa aBurgosperSantovenia de Oca
| Municipi                               | Província | A Santiago (km) | Web |
| -------------------------------------- | --------- | --------------- | --- |
| San Juan de Ortega (Barrios de Colina) | Burgos    | 529             |     |
| Santovenia de Oca (Arlanzón)           | Burgos    | 525             |     |
| Zalduendo (Arlanzón)                   | Burgos    | 523             |     |
| Ibeas de Juarros                       | Burgos    | 518             |     |
| San Medel (Cardeñajimeno)              | Burgos    | 507             |     |
| Castañares (Burgos)                    | Burgos    | 503             |     |
| Villayuda (Burgos)                     | Burgos    | 501             |     |
| Gamonal de Riopico (Burgos)            | Burgos    | 498             |     |
| Burgos                                 | Burgos    | 492             |     |

#### Alternativa aCarrión de los CondesperPalència
| Població                          | Província | Distància a Santiago (km) | Web |
| --------------------------------- | --------- | ------------------------- | --- |
| Frómista                          | Palència  | 491                       |     |
| Piña de Campos                    | Palència  | 485                       |     |
| Amusco                            | Palència  | 478                       |     |
| Monzón de Campos                  | Palència  | 471                       |     |
| Husillos                          | Palència  | 466                       |     |
| Palència                          | Palència  | 455                       |     |
| Perales                           | Palència  | 433                       |     |
| Manquillos                        | Palència  | 430                       |     |
| Castrillejo de la Olma (Villoldo) | Palència  | 420                       |     |
| Carrión de los Condes             | Palència  | 408                       |     |

#### Alternativa aMansilla de las Mulasper lacalçada romana“Via Trajana”
| Municipi                                        | Província | A Santiago (km) | Web |
| ----------------------------------------------- | --------- | --------------- | --- |
| Calzada del Coto                                | Lleó      | 378             |     |
| Calzadilla de los Hermanillos (El Burgo Ranero) | Lleó      | 359             |     |
| Mansilla de las Mulas                           | Lleó      | 331             |     |

#### Alternativa aHospital de ÓrbigoperVillar de Mazarife
| Municipi                                        | Província | A Santiago (km) | Web |
| ----------------------------------------------- | --------- | --------------- | --- |
| La Virgen del Camino (Valverde de la Virgen)    | Lleó      | 307             |     |
| Fresno del Camino (Valverde de la Virgen)       | Lleó      | 304             |     |
| Oncina de la Valdoncina (Valverde de la Virgen) | Lleó      | 303             |     |
| Chozas de Abajo                                 | Lleó      | 297             |     |
| Villar de Mazarife (Chozas de Abajo)            | Lleó      | 293             |     |
| Villavente (Santa Marina del Rey)               | Lleó      | 284             |     |
| Puente de Órbigo                                | Lleó      | 280             |     |
| Hospital de Órbigo                              | Lleó      | 279             |     |

#### Alternativa aSarriaperSan Xil
| Municipi           | Província | A Santiago (km) | Web |
| ------------------ | --------- | --------------- | --- |
| Triacastela        | Lugo      | 132             |     |
| A Balsa (Samos)    | Lugo      | 130             |     |
| San Xil (Samos)    | Lugo      | 128             |     |
| Alto de Riocabo    | Lugo      | 125             |     |
| Montant (Samos)    | Lugo      | 123             |     |
| Fontearcuda(Samos) | Lugo      | 122             |     |
| Furela (Samos)     | Lugo      | 121             |     |
| Pintín (Samos)     | Lugo      | 120             |     |
| Calvor (Sarria)    | Lugo      | 118             |     |
| Aguiada (Sarria)   | Lugo      | 116             |     |
| Sarria             | Lugo      | 113             |     |

### Galeria d'imatges

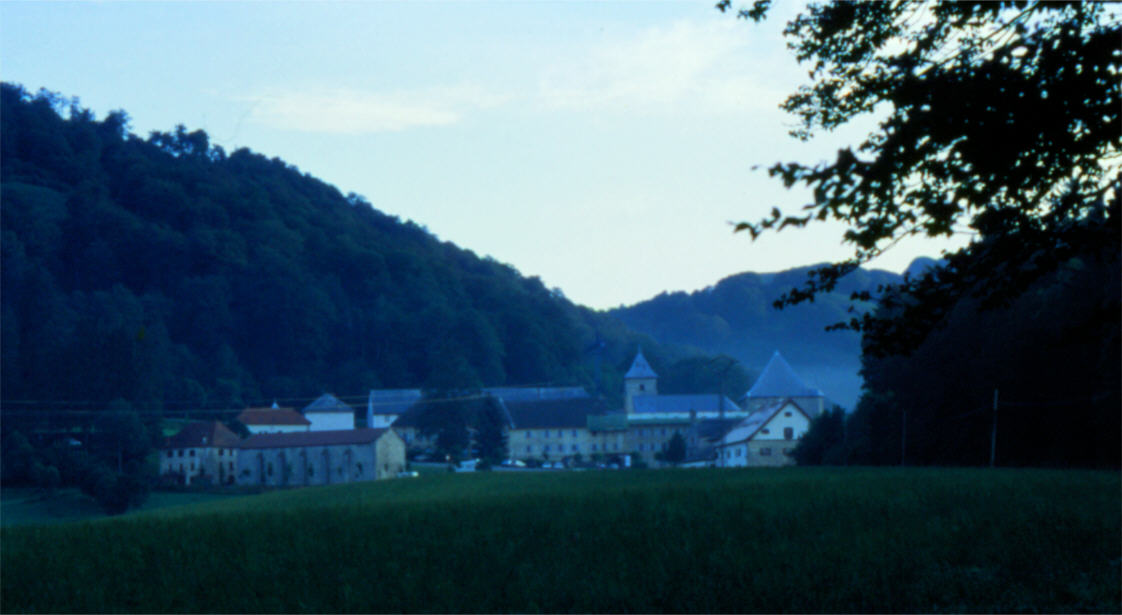
Roncesvalles (Navarra).
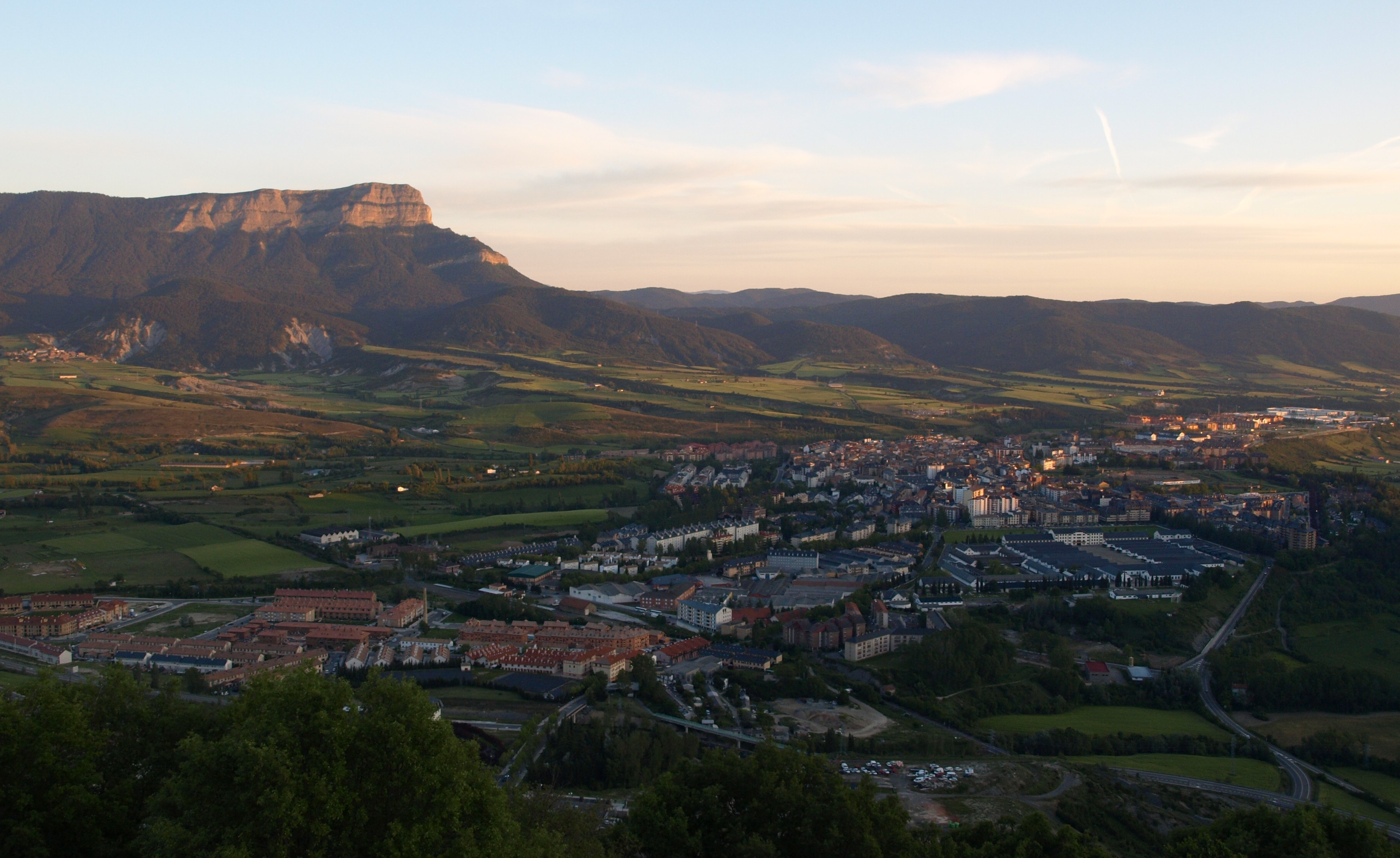
Jaca i el Muntanya Oroel (Osca, Aragó)
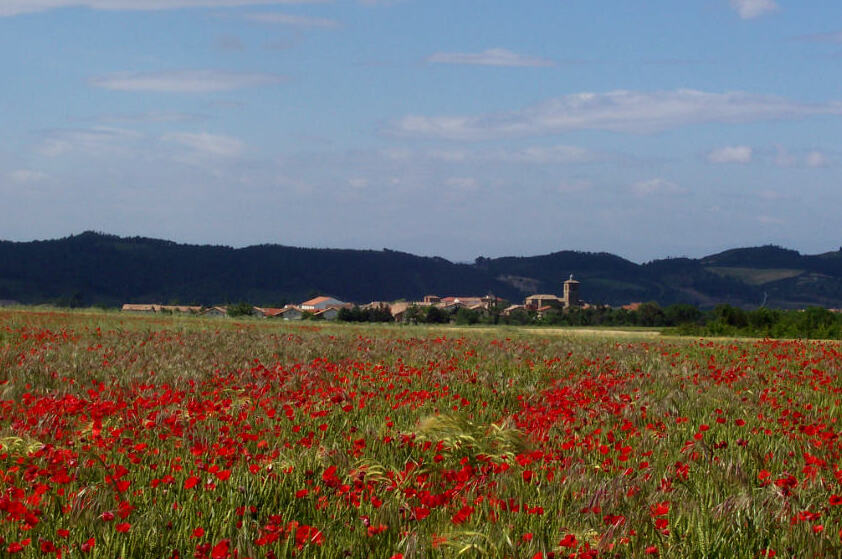
Muruzábal (Navarra).
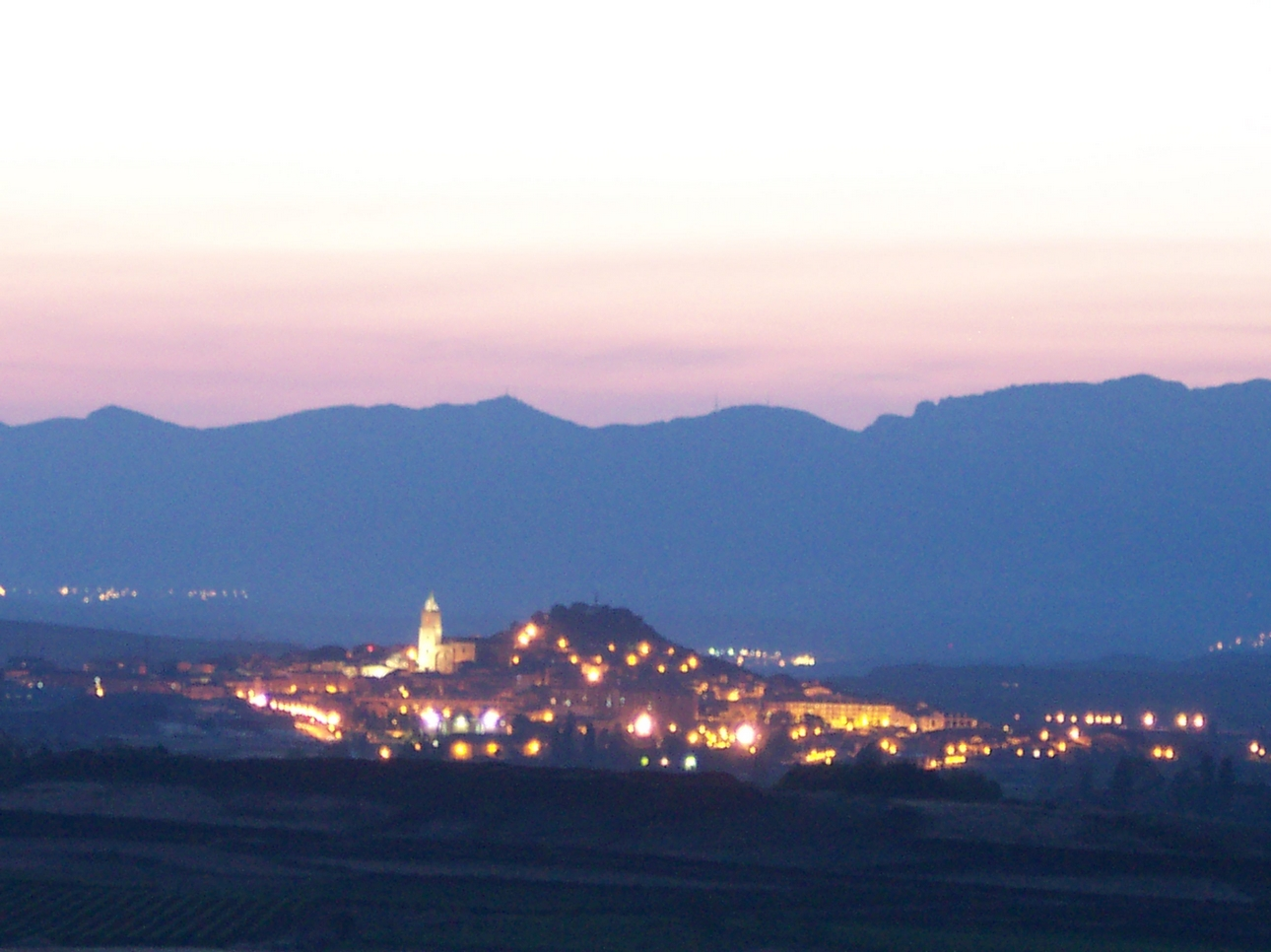
Navarrete (La Rioja).
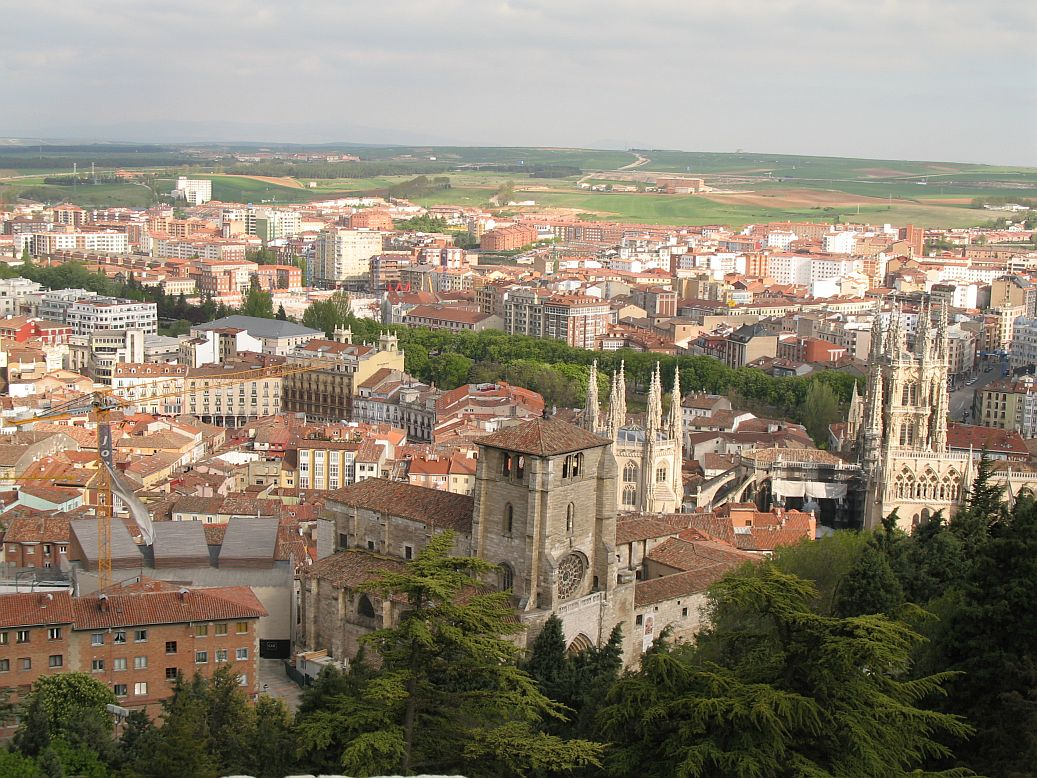
Burgos.
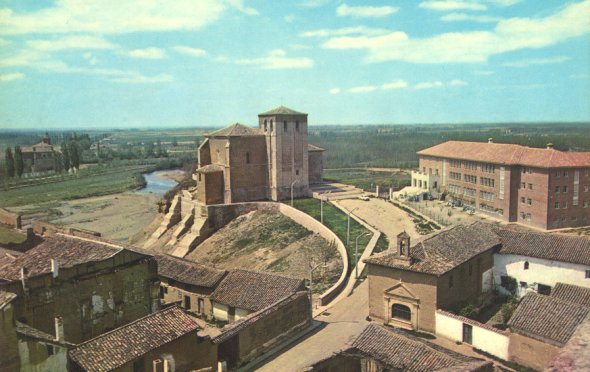
Carrión de los Condes (Palència).
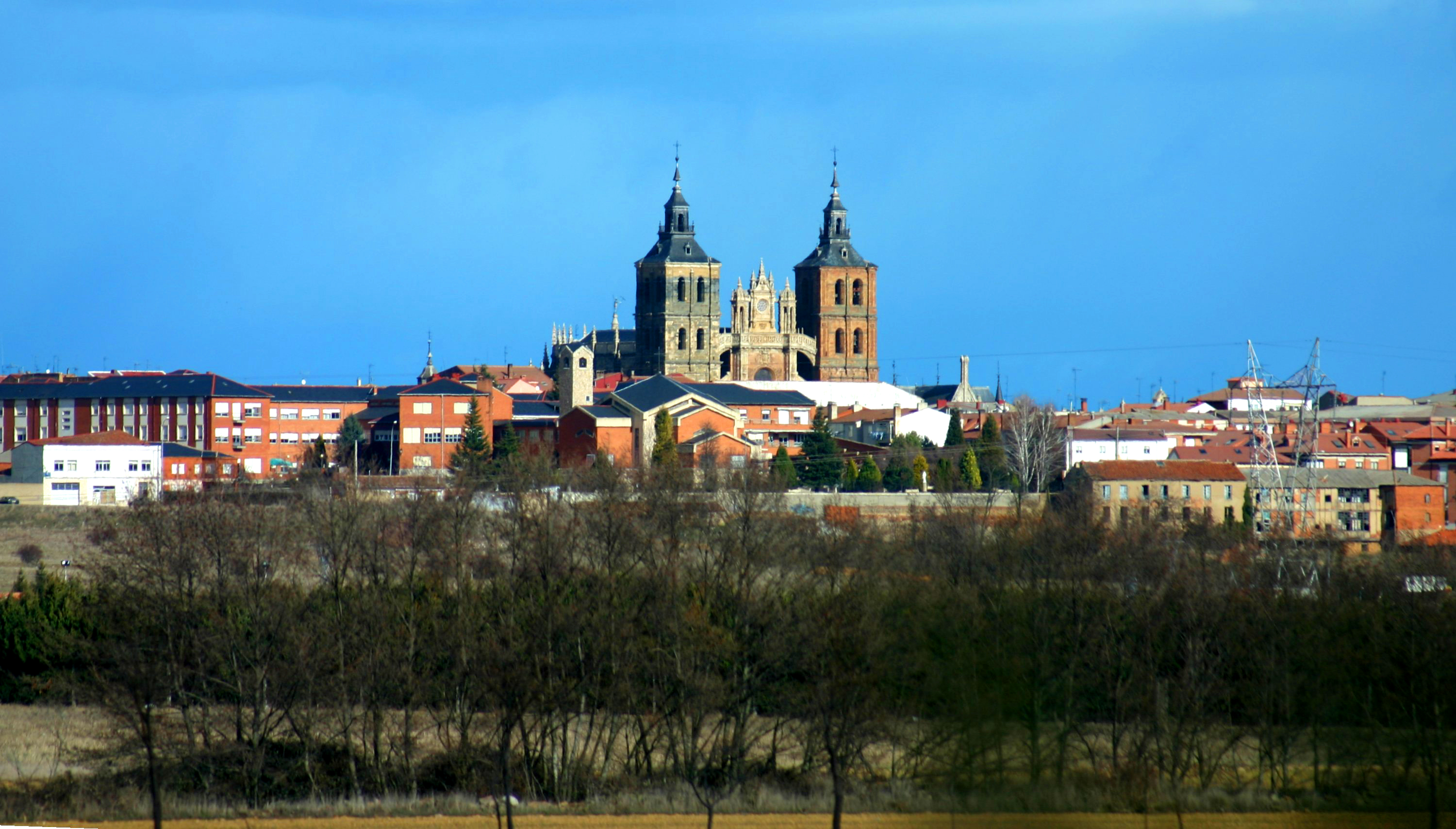
Astorga (Lleó).
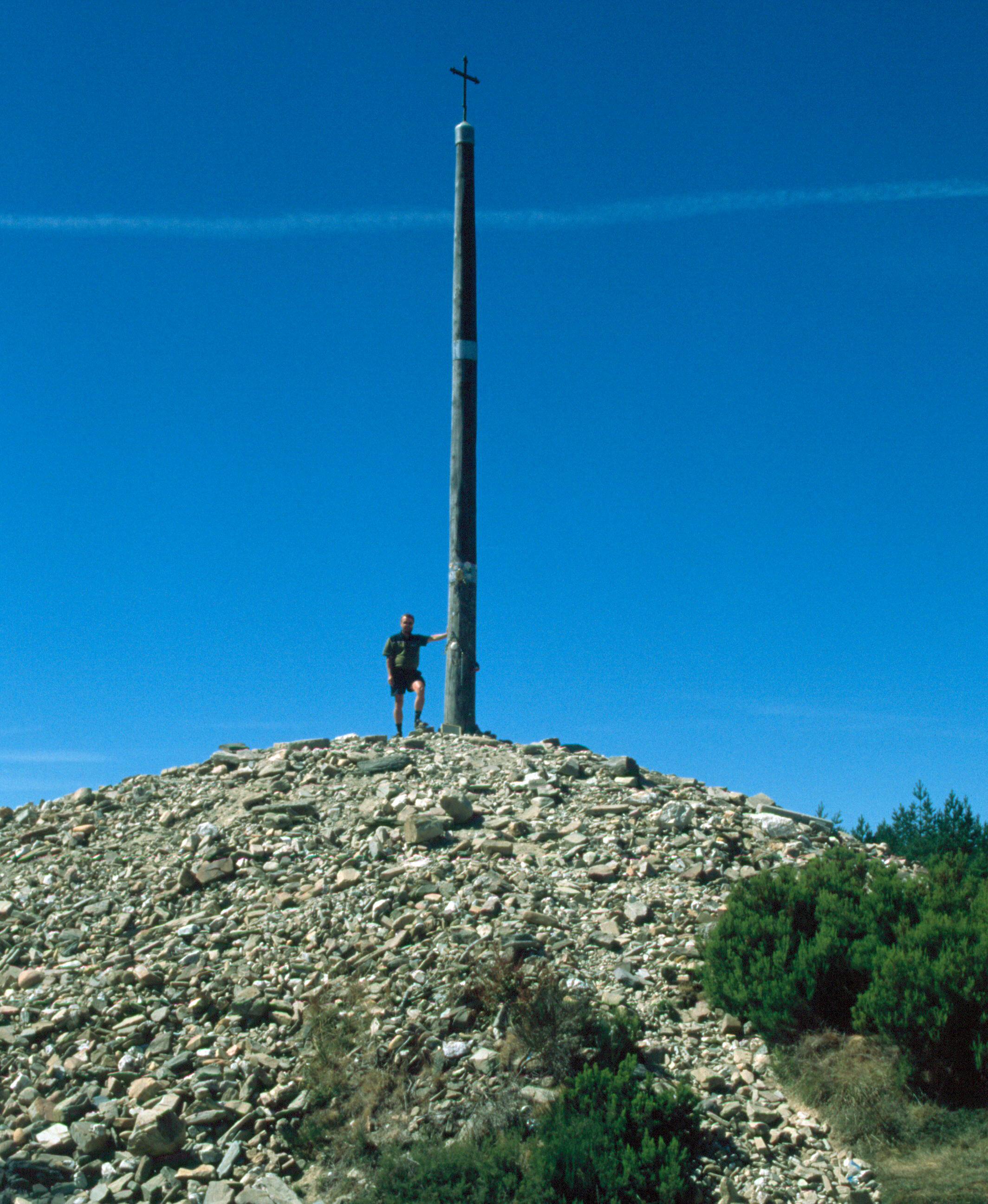
Rabanal, Cruz del Ferro (Lleó).
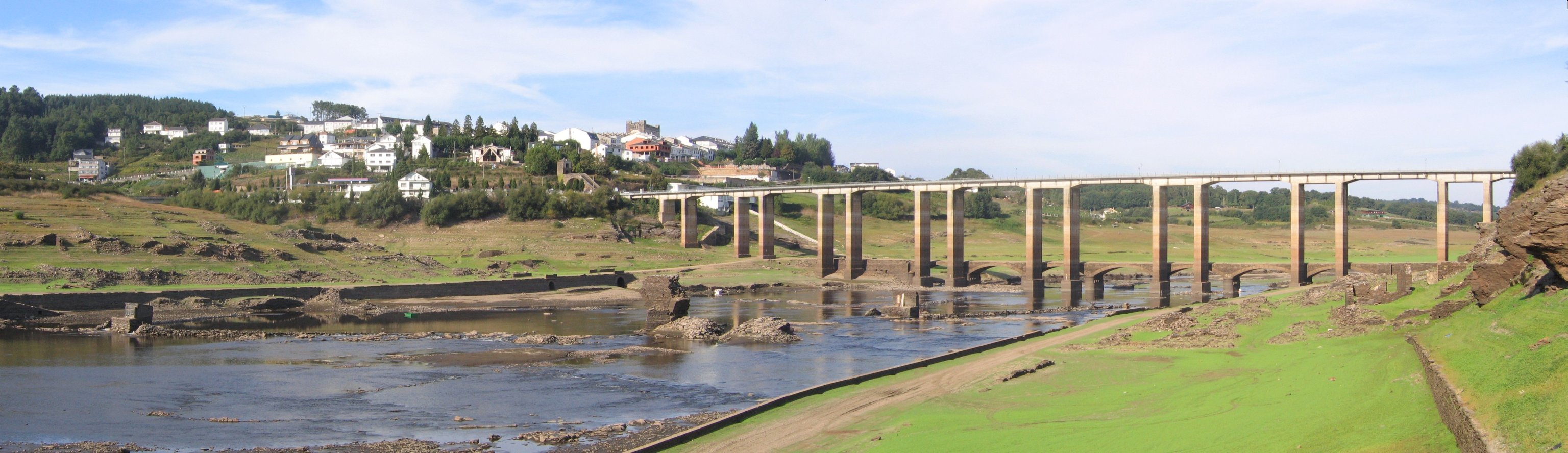
Portomarín (Lugo).
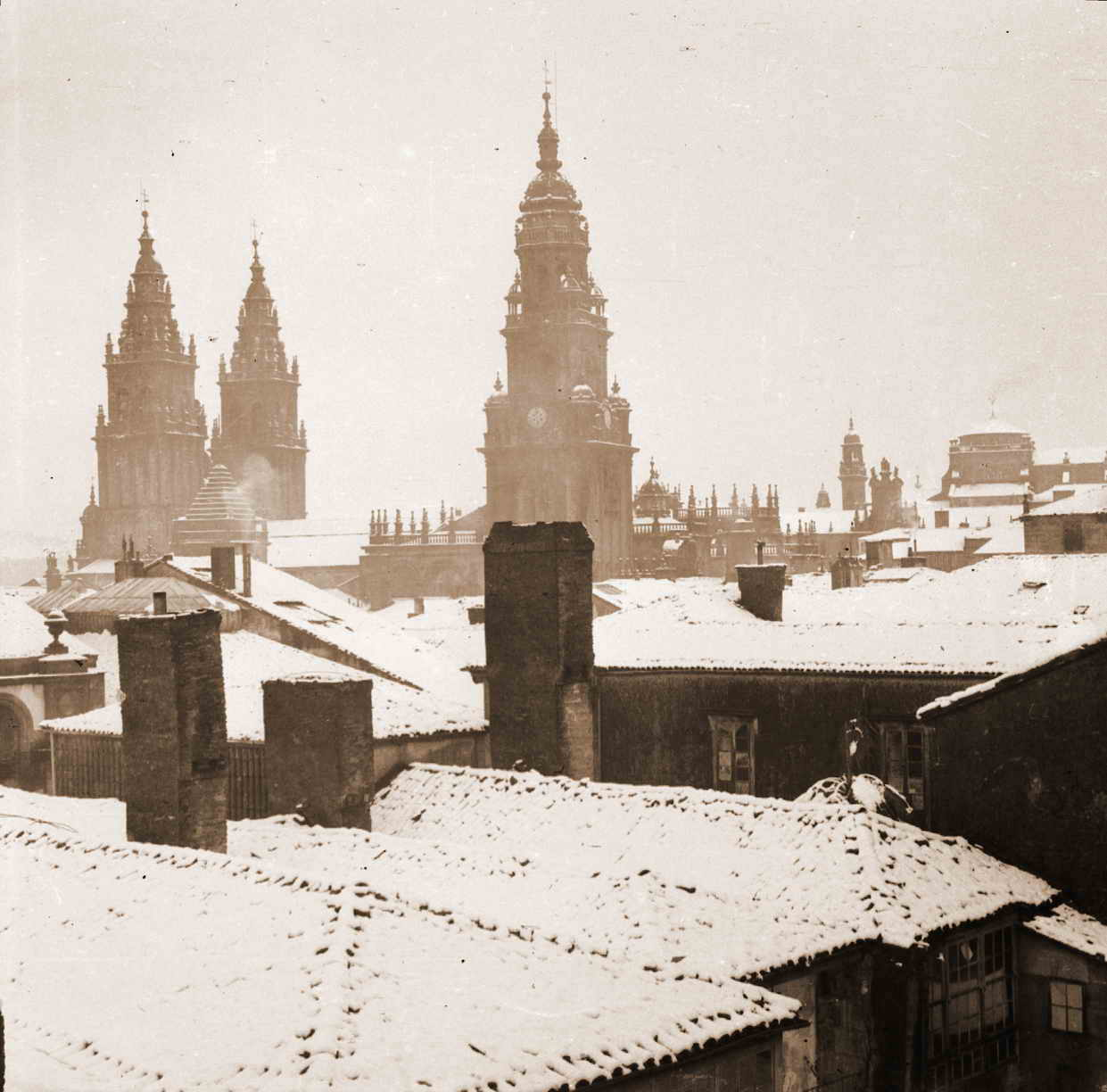
Santiago de Compostel·la (La Corunya).
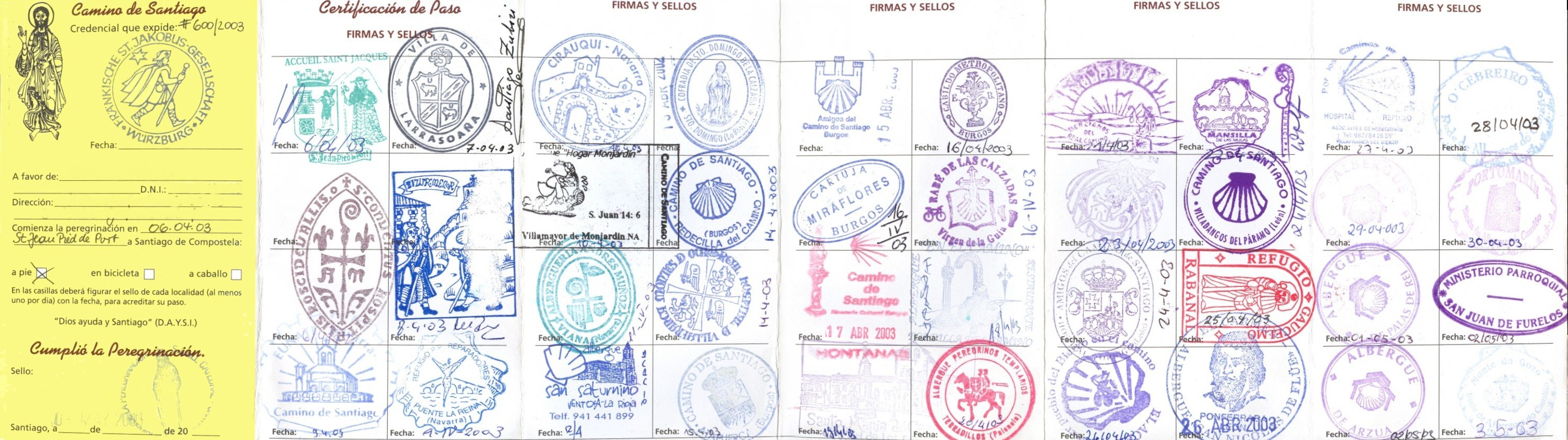
Credencial de pelegrí.

## Patrimoni de la ruta
Aquesta és la ruta històrica per excel·lència, i recorre en gran part del seu trajecte el traçat de la Via Romana de Trajà que arribava fins a Fisterra.
És per tant fàcil d'imaginar que la riquesa artística de la mateixa sigui tan impressionant que la Unesco des de 1993 la inclou dins dels béns del Patrimoni Mundial de la Humanitat.

### Patrimoni arqueològic
- Sens dubte, els jaciments arqueològics de la Serra d'Atapuerca són el principal ítem d'interès arqueològic que trobem al llarg del camí. Considerat per la Unesco com a Patrimoni Mundial de la Humanitat des de l'any 2000.[10]
- A la rodalia de Ponferrada el viatger pot desviar-se per visitar Las Médulas, mines d'or explotades pels romans a cel obert. Es tracta d'un important jaciment arqueològic emmarcat en un impressionant paratge natural de gran valor paisatgístic. Considerat per la Unesco com a Patrimoni Mundial de la Humanitat des de l'any 1997.[11]
- Són nombrosos els castros cèltics i romans que trobem al llarg del viatge, mostra de l'antiguitat dels assentaments humans en aquests territoris, especialment en terres gallegues. Cal destacar les ruïnes de la romana Asturica Augusta, avui Astorga.
- En alguns trams del recorregut es conserva en un considerablement bon estat el paviment original i les fites indicadores (miliaris) de la calçada romana coneguda com a Via Trajana. També es conserven restes de la Via Aquitània en els voltants de Carrión de los Condes.

### Patrimoni artístic i monumental

#### Temples i construccions religioses
- Resulta obvi que aquesta ruta, sent considerada la matriu de la peregrinació jacobea, delit al caminante amb molts dels temples més majestuosos de la cristiandat. Vuit són les Catedrals que poden visitar-se al seu pas:
  - Catedral de Sant Pere a Jaca.
  - Catedral de Santa María a Pamplona.
  - Concatedral de Santa María de la Redonda a Logronyo.
  - Catedral de Santo Domingo a Santo Domingo de la Calzada.
  - Catedral de la Mare de Déu a Burgos.
  - Catedral de Santa María a Lleó.
  - Catedral de Santa María a Astorga.
  - Catedral de Santiago el Major a Santiago de Compostel·la.
- Convents, abadies i monestirs d'especial interès religiós, polític i cultural durant l'Edat Mitjana donen idea de la importància històrica d'aquesta via de comunicació:
  - Monestir de Sant Joan de la Penya en Santa Cruz de la Serós.
  - Monestir de San Xulián a Samos.
  - Cartoixa de Santa María de Miraflores a Burgos.
  - Col·legiata de La nostra Senyora de la Pomera en Castrojeriz.
  - Col·legiata de Santa María en Villafranca del Bierzo.
  - Convent de San Francisco a Santo Domingo de la Calzada.
  - Monestir de Sant Benito en Sahagún.
  - Monestir de Iratxe en Ayegui.
  - Monestir de Sant Joan en San Juan de Ortega.
  - Monestir de Sant Martín Pinario a Santiago de Compostel·la.
  - Monestir de San Millán de Yuso en San Millán de la Cogolla.
  - Monestir de Sant Pelayo a Santiago de Compostel·la.
  - Monestir de San Salvador de Carracedo en Cacabelos.
  - Monestir de Sant Zoilo en Carrión de los Condes.
  - Monestir de Santa María la Real en Nájera.
  - Monestir de Santa María de Las Huelgas a Burgos.
  - Monestir de Santiago a Pamplona.
  - Real Col·legiata de Santa María en Roncesvalles.
- Però a més, el viatger amb vocació religiosa pot trobar al seu pas alguns dels temples amb major devoció popular tant històrica com a actual:
  - Església de Sant Martín de Tours en Frómista.
  - Basílica de la Trinitat en Arre.
  - Basílica de La nostra Senyora de Puy en Estella.
  - Basílica de Sant Isidoro en León.
  - Capella d'Ànimes a Santiago de Compostel·la.
  - Capella de l'Esperit Sant en Roncesvalles.
  - Església de Santa María de Eunate en Obanos.
  - Santuari de la Verge del Camí en Valverde de la Verge.
  - Santuari de les Angoixes en Molinaseca.
  - Santuari de Santa María la Real en O Cebreiro.

#### Construccions i monuments jacobeus
- Els ponts han estat els grans indicadors del traçat de les diferents vies de comunicació. Com no podia ser d'una altra manera, en el traçat trobem aquestes construccions, iniciades, destruïdes, reconstruïdes i restaurades per les diferents civilitzacions que han poblat aquestes regions.
  - Pont Canto en Sahagún
  - Pont de Fitero en Itero del Castillo
  - Pont de Hurgaitz en Irotz
  - Pont de la Presó en Estella
  - Pont de l'Espera en Sarria
  - Pont de la Magdalena a Pamplona
  - Pont de la Molinería en San Justo de la Vega
  - Pont de la Ràbia en Zubiri
  - Pont de la Reina en Puente la Reina
  - Pont dels Bandits en Larrasoaña
  - Pont de Pedra a Logronyo
  - Pont de Pedra en Mansilla de las Mulas.
  - Pont de l'Arquebisbe en Villalbilla de Burgos.
  - Pont del Pas Honroso en Hospital de Órbigo.
  - Pont romà a Las Herrerías.
  - Pont romà en Pedrouzco.
- Ventes, hostatgeries, hospitals i altres serveis imprescindibles per atendre al pelegrí s'han anat aixecant al llarg dels segles. Molts d'aquests establiments han arribat fins als nostres dies, si bé no tots són emprats per a funcions molt diferents a les quals en origen es pretenia:
  - Gran Hospital de Pelegrins en Roncesvalles.
  - Hospital de la Herrada en Carrión de los Condes.
  - Hospital de la Reina en Ponferrada.
  - Hospital de la Verge del Pont en Sahagún.
  - Hospital dels Anglesos en Les Ferreries.
  - Hospital de La nostra Senyora de Gràcia a Viana.
  - Hospital de La nostra Senyora del Perdó en Cizur Menor.
  - Hospital de Pelegrins en Itero de la Vega.
  - Hospital de Pelegrins en Sant Nicolás del Real Camino.
  - Hospital de Pelegrins en Triacastela.
  - Hospital de Sant Antonio en Sarria.
  - Hospital de Sant Antonio Abad en Villafranca Montes de Oca.
  - Hospital de Sant Joan en Astorga.
  - Hospital de Sant Lázaro en Redecilla del Camino.
  - Hospital de Sant Lázaro de la Misericòrdia en Belorado.
  - Hospital de Sant Marcs en León.
  - Hospital de Sant Nicolás en Itero del Castillo.
  - Hospital de Santiago en Villafranca del Bierzo.
  - Hospital del Rei a Burgos.
  - Hostal dels Reis Catòlics a Santiago de Compostel·la.
  - Hostería de Palmeros en Frómista.
  - Hostería de San Giraldo de Aurillac, a O Cebreiro.
  - Venda del Caminante en Erro.
- I com a elements essencials per sadollar la set de caminantes i pelegrins, moltes fonts regalen les seves aigües als viatgers que transiten aquesta via:
  - Font Ancos en Villadangos de l'Erm.
  - Font de la Roda en Boadilla del Camino.
  - Font de la Salut en Cacabelos.
  - Font de la Truita en El Grèvol.
  - Font dels Bous a Santiago de Compostel·la.
  - Font dels Pelegrins a Logronyo.
  - Font dels Romanís en Azofra.
  - Font de Sant Martín en Estella.
  - Font del Creuer en Fonts Noves.
  - Font del Moro en Villamayor de Monjardín.
- Nombrosos creuers marquen el camí a seguir no només en aquest, sinó en molts dels traçats històrics de peregrinació compostel·lana. Entre ells el Creuer de Santa María en Arzúa, el Creuer de Sant Toribio en Sant Just de la Vega, la Creu de Ferro en Foncebadón, la Creu dels Valents en Grañón, la Creu de Monjardín en Villamayor de Monjardín, la Creu Inmaculista en Villatuerta, la Gran Creu dels Pelegrins en Roncesvalles, o els d'O Cebreiro, Gonzar, Avenostre, Casanova i Leboreiro.
- Al llarg del camí, existeixen senyals que ho identifiquen. Unes estan directament relacionades amb la peregrinació com els Monuments al Pelegrí de Burgos. Obanos o l'Alt do Poio. Un dels més coneguts és sens dubte l'Homenatge al Pelegrí Alemany en El Grèvol.
- Els Royos Jurisdiccionals, encara que no estan vinculats al camí en si, acompanyen al viatger en moltes de les localitats otrora poderoses. Entre ells el de Azofra o el de Boadilla del Camí.
- Altres monuments reseñables amb certa relació jacobea són el Mosaic del Joc de l'Oca a Logronyo, les Fites del Camí en Ventosa o els Atributs Arzobispales en Astorga.

#### Construccions defensives
Per a protegir el pelegrí, nombroses construccions defensives han estat necessàries al llarg dels segles. En l'actualitat, moltes d'elles s'han convertit en autèntics monuments fedataris de la història i la cultura d'Espanya  i Europa.
- Els Recintes Emmurallats de ciutats com Astorga, Burgos, Lleó, Logronyo, Los Arcos, Pamplona, Puente la Reina o Santo Domingo de la Calzada són bons exemples d'aquestes construccions.
- En moltes d'elles queden encara en bon estat de conservació les portes i arcs que permetien el pas a la ciutat. Com a exemples l'Arc de la Concepció a Mansilla de las Mulas, l'Arc de Santa Maria a Burgos, la Porta de San Roque a Melide o la Porta del Camí a Logronyo.
- Però a més, notables fortaleses protegien el camí:
  - Castell dels Templaris, a Ponferrada.
  - Castell de Pambre, a Palas de Rei.
  - Castell de San Esteban de Deyo.
  - Castell de Zalatambor, a Estella.
  - Castell medieval de Trabadelo.
  - Ciutadella de Pamplona.

#### Arquitectura civil
- El poder polític que històricament han adquirit moltes de les poblacions per les quals discorre el camí han permès la construcció d'edificis de gran valor artístic i històric. Entre els quals donen cabuda a l'administració política poden ressenyar-se els ajuntaments de Lleó, Logronyo, Pamplona, Ponferrada, Portomarín o Viana, o la Cambra de Comptos de Navarra, a Pamplona.
- La prosperitat econòmica queda plasmada amb gran claredat en la multitud de palaus i edificis residencials construïts al llarg de la Història. Una ínfima part d'ells poden ser:
  - Casa Botines, a Lleó.
  - Casa de Doña Urraca, a Molinaseca.
  - Casa do Cabido, a Santiago de Compostel·la.
  - Castell dels Marquesos de Villafranca del Bierzo.
  - Palau dels Condestables de Castella, a Burgos.
  - Palau dels Guzmanes, a Lleó.
  - Palau dels Reis de Navarra, a Estella.
  - Palau de Torquemada, a Villafranca del Bierzo.
  - Palau del Patrimonial, a Puente la Reina.
  - Palau Episcopal d'Astorga.
  - Pazo de Raxoi, a Santiago de Compostel·la.
  - Pazo de Vaamonde, a Santiago de Compostel·la.

### Patrimoni cultural i popular
- Entre els museus més destacables que pot visitar el viatger en aquesta ruta, es troben:
  - Museu Arqueològic i de Belles Arts, a Burgos.
  - Museu del Retaule, a Burgos.
  - Biblioteca Jacobea, a Carrión de los Condes.
  - Museu d'Art Contemporani de Castella i Lleó, a Lleó.
  - Museu Provincial de Lleó.
  - Museu i Biblioteca de Roncesvalls.
  - Centre Gallec d'Art Contemporani, a Santiago de Compostel·la.
- Pamplona, Logronyo, Burgos, Lleó i Santiago de Compostel·la són seus d'algunes de les més importants Universitats europees.
- No són poques les llegendes i relats que, vinculats o no a la peregrinació jacobea, s'explica van esdevenir en aquestes terres:
  - El Miracle de Fuente Reniega, a l'Alto del Perdón.
  - El Miracle dels Pastors, a Estella.
  - La Llegenda del Puente del Paso Honroso, a Hospital de Órbigo.
  - El Miracle de l'Ase de l'Apòstol, a Pamplona.
  - El Mite de Roldán i Farragut, al Poyo de Roldán.
  - El Miracle de l'Ocellet i la Verge, a Puente la Reina.
  - El Miracle de la Gallina, a Santo Domingo de la Calzada.
  - Aparició de la Verge del Camí, a Valverde de la Virgen.
- Encara que algunes d'elles poden ser certament controvertides i polèmiques, entre les manifestacions populars més conegudes que se celebren al llarg del camí destaquen les següents, totes elles declarades d'Interès Turístic Nacional o Internacional:
  - La Ronda i la Processó dels Passos, a Lleó.
  - Setmana Santa a Lleó.
  - Festes Patronals de Sant Domènec, a Santo Domingo de la Calzada.
  - Dia de les Penye,s a Burgos.
  - Sanfermines, a Pamplona.
  - Festes patronals d'Estella.
  - Batalla d'Atapuerca, a Atapuerca.
  - Festes de la Verema, a Logronyo.

## Galeria d'imatges

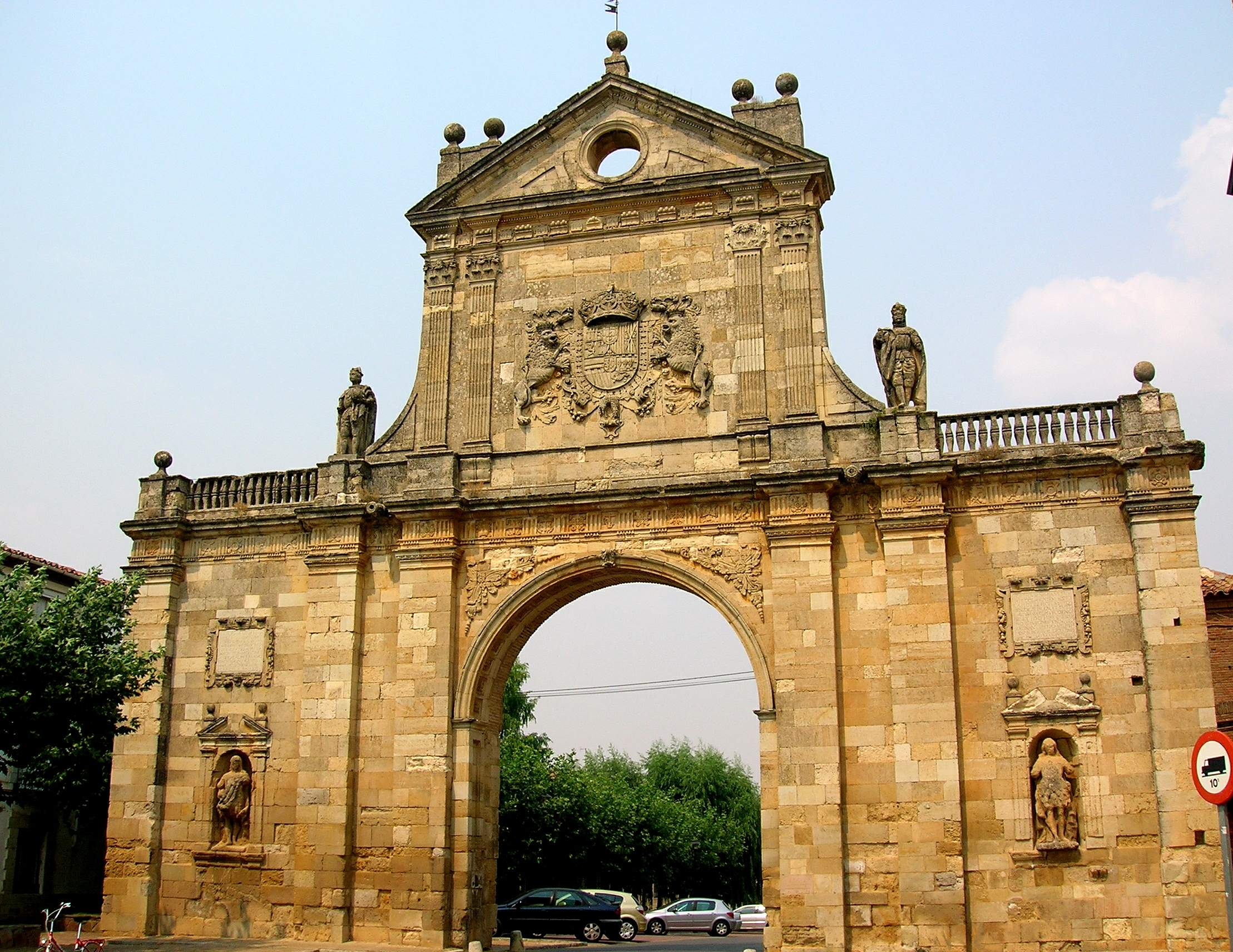
Arc de Sant Benet, a Sahagún.
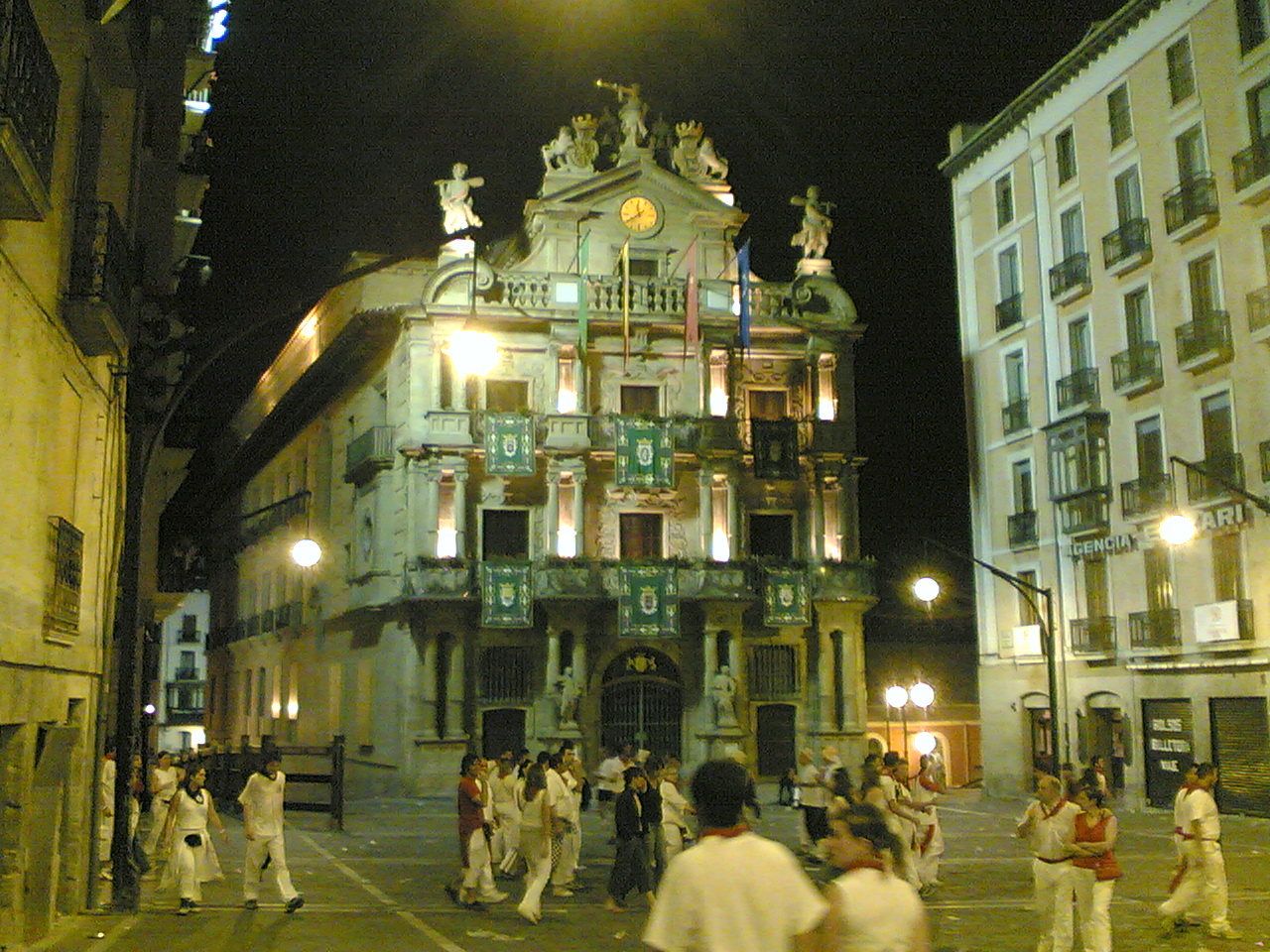
Ajuntament de Pamplona.
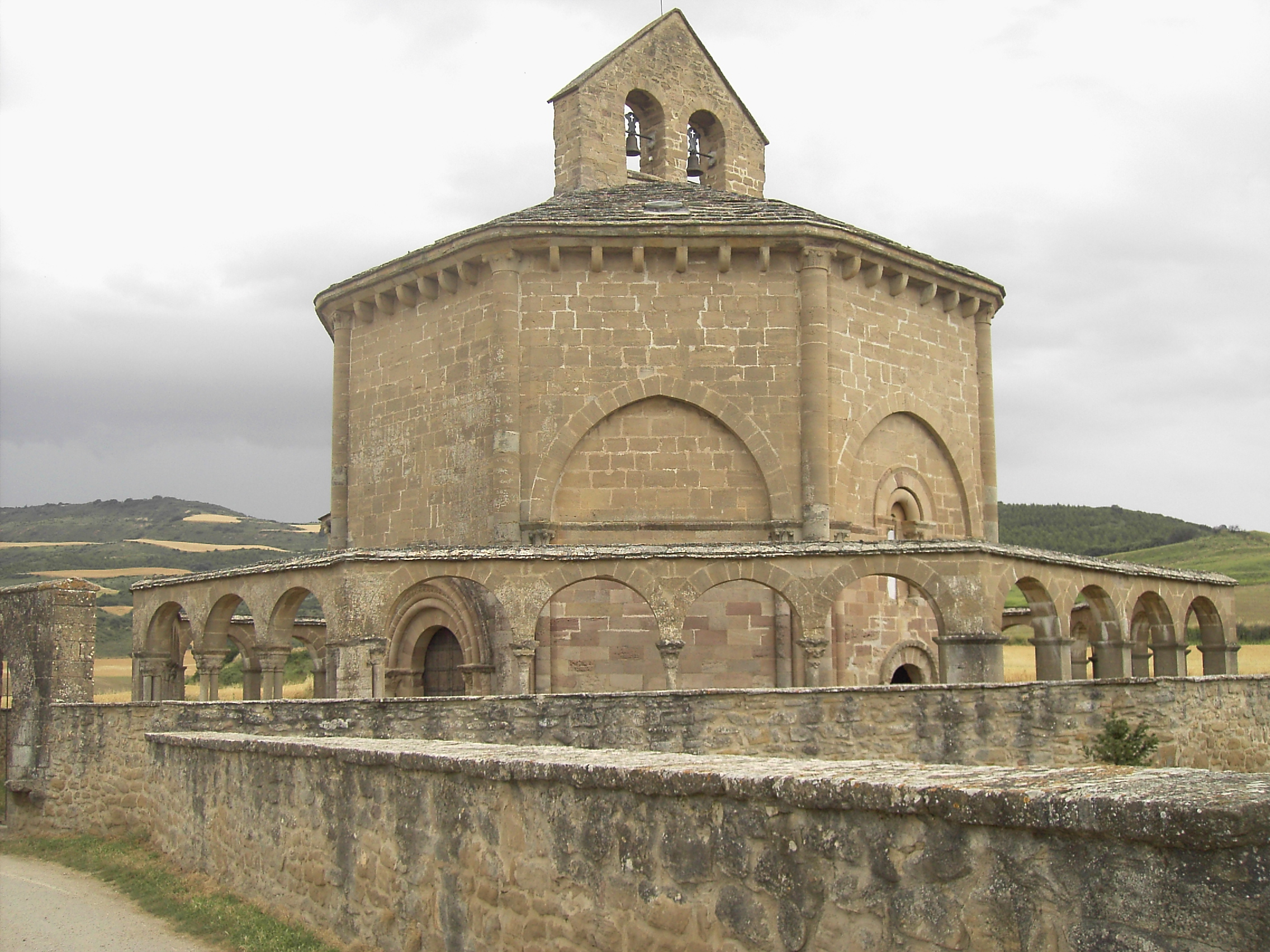
Santa Maria de Eunate a Muruzábal.
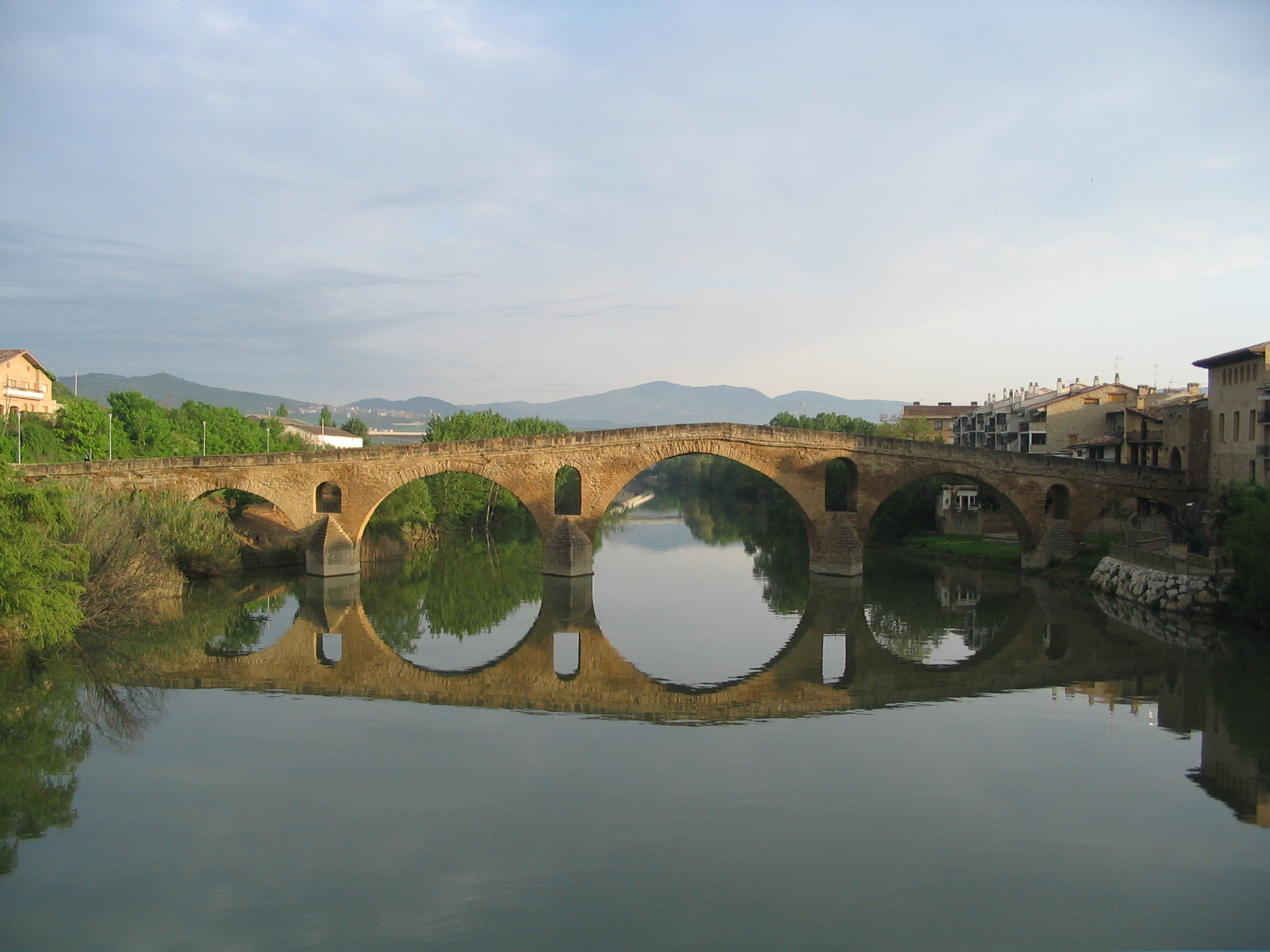
Pont de la Reina, a Puente la Reina.
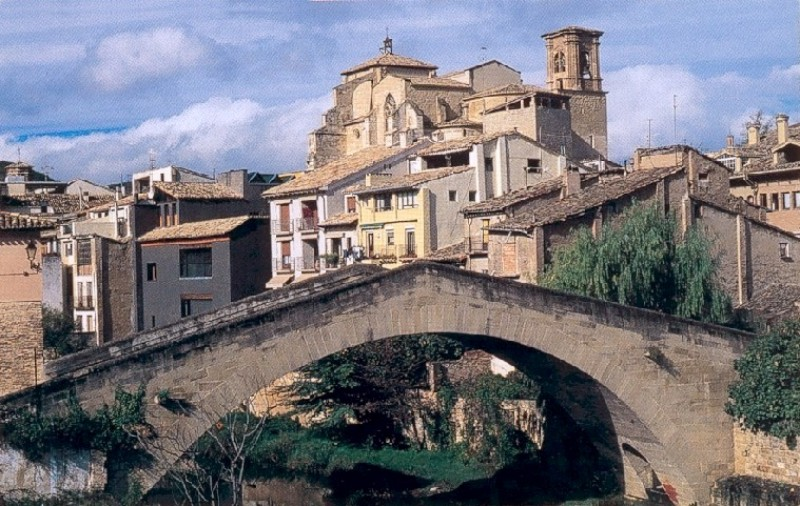
Pont de la Presó, a Estella.
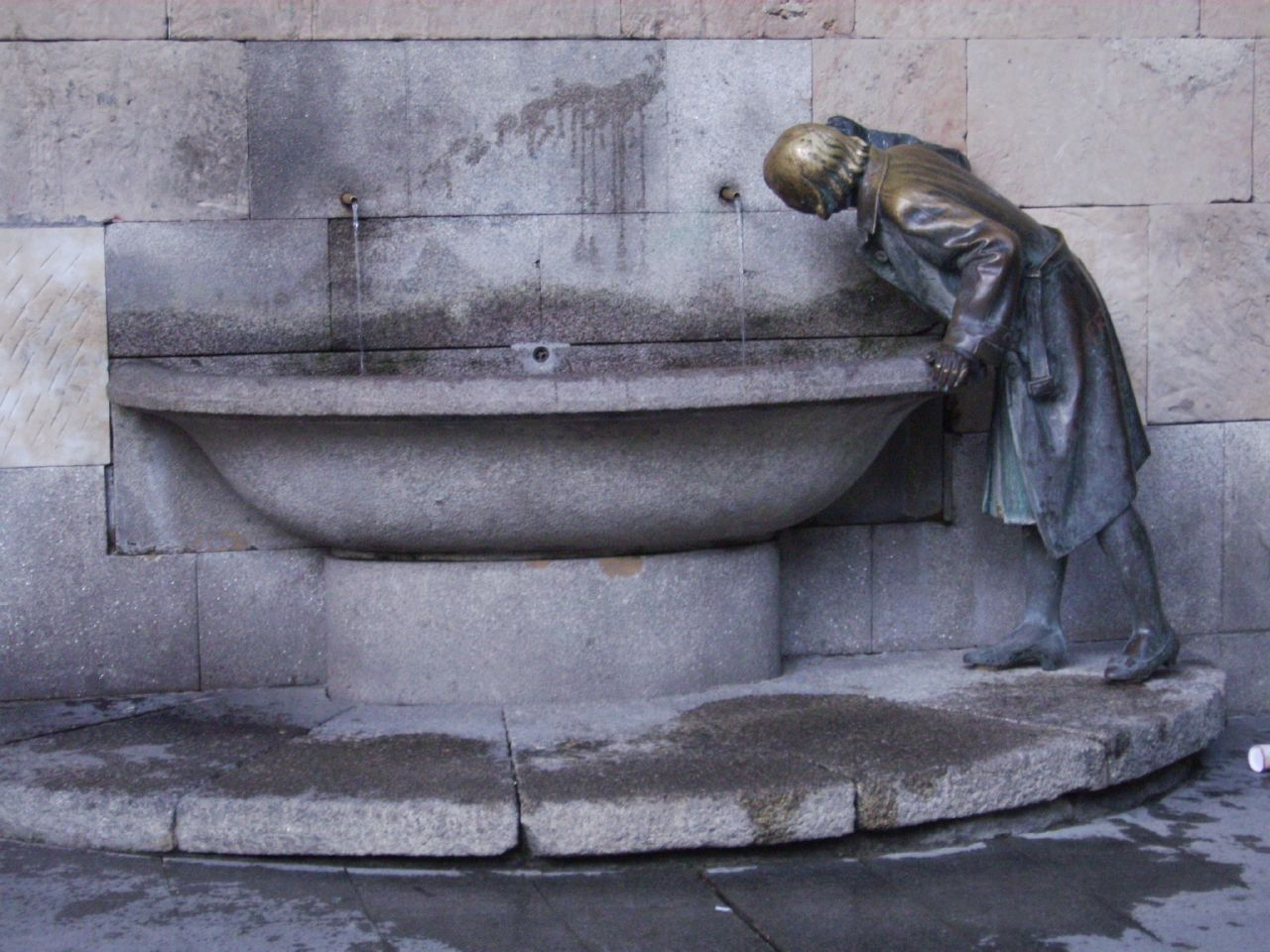
Font de l'Ajuntament de Logronyo.
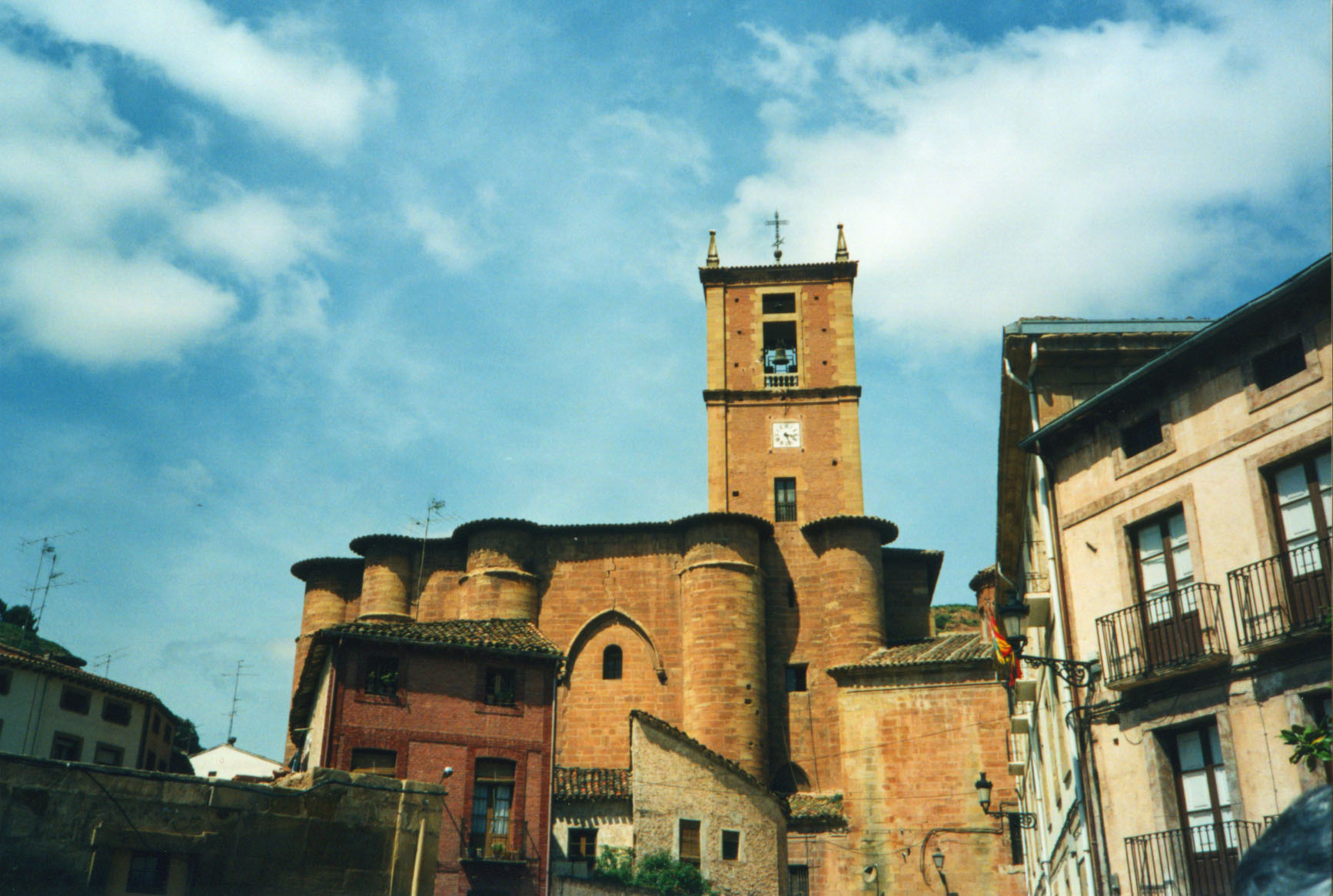
Monestir de Santa Maria la Real, a Nájera.
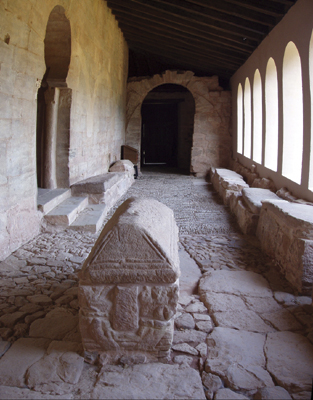
Monestir de Suso, a San Millán de la Cogolla.
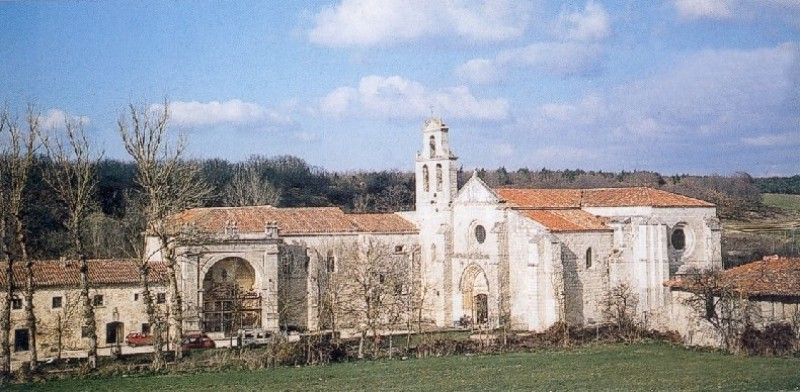
Monestir de Sant Joan a Sant Joan d'Ortega.
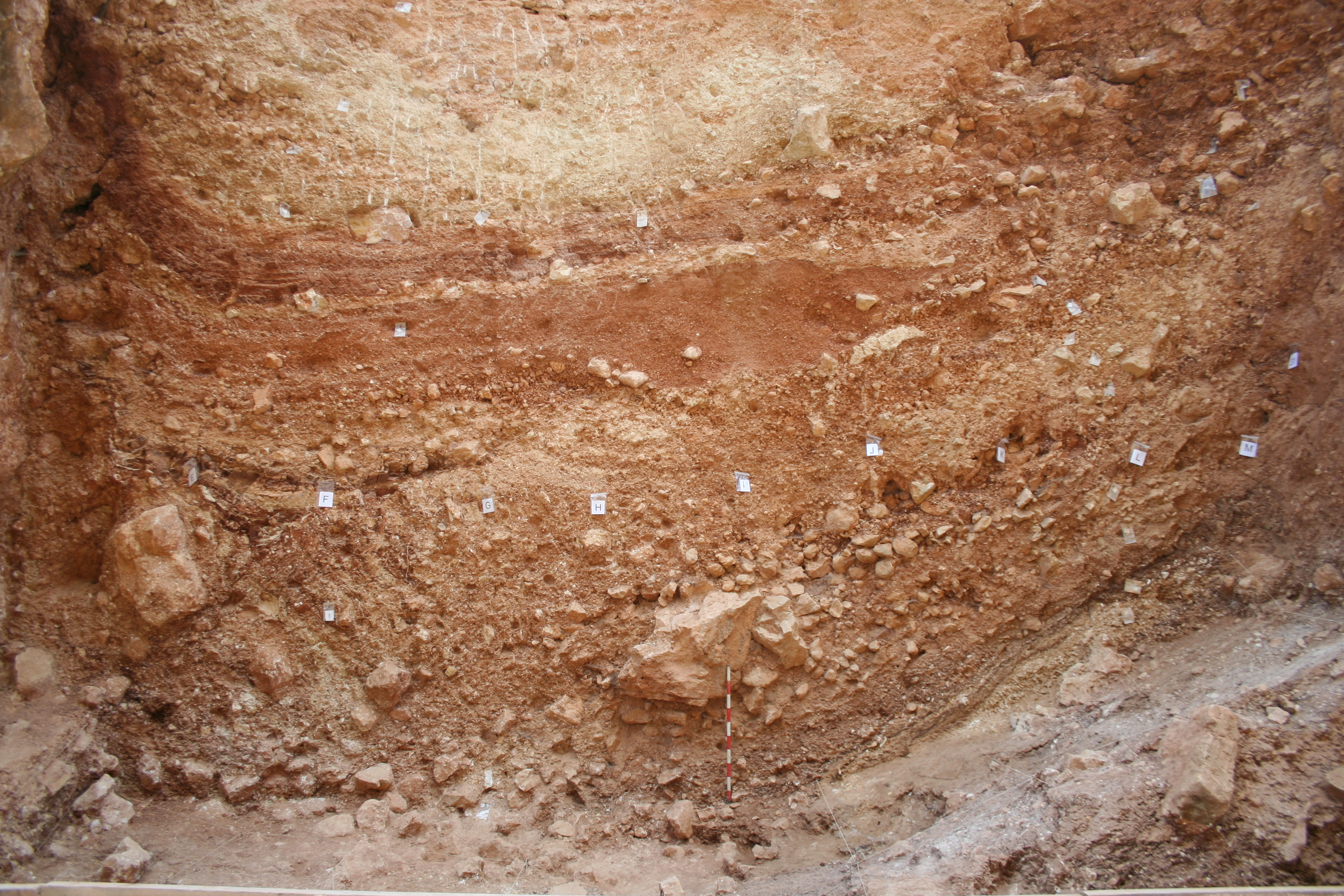
Sima de l'Elefant, a Atapuerca.
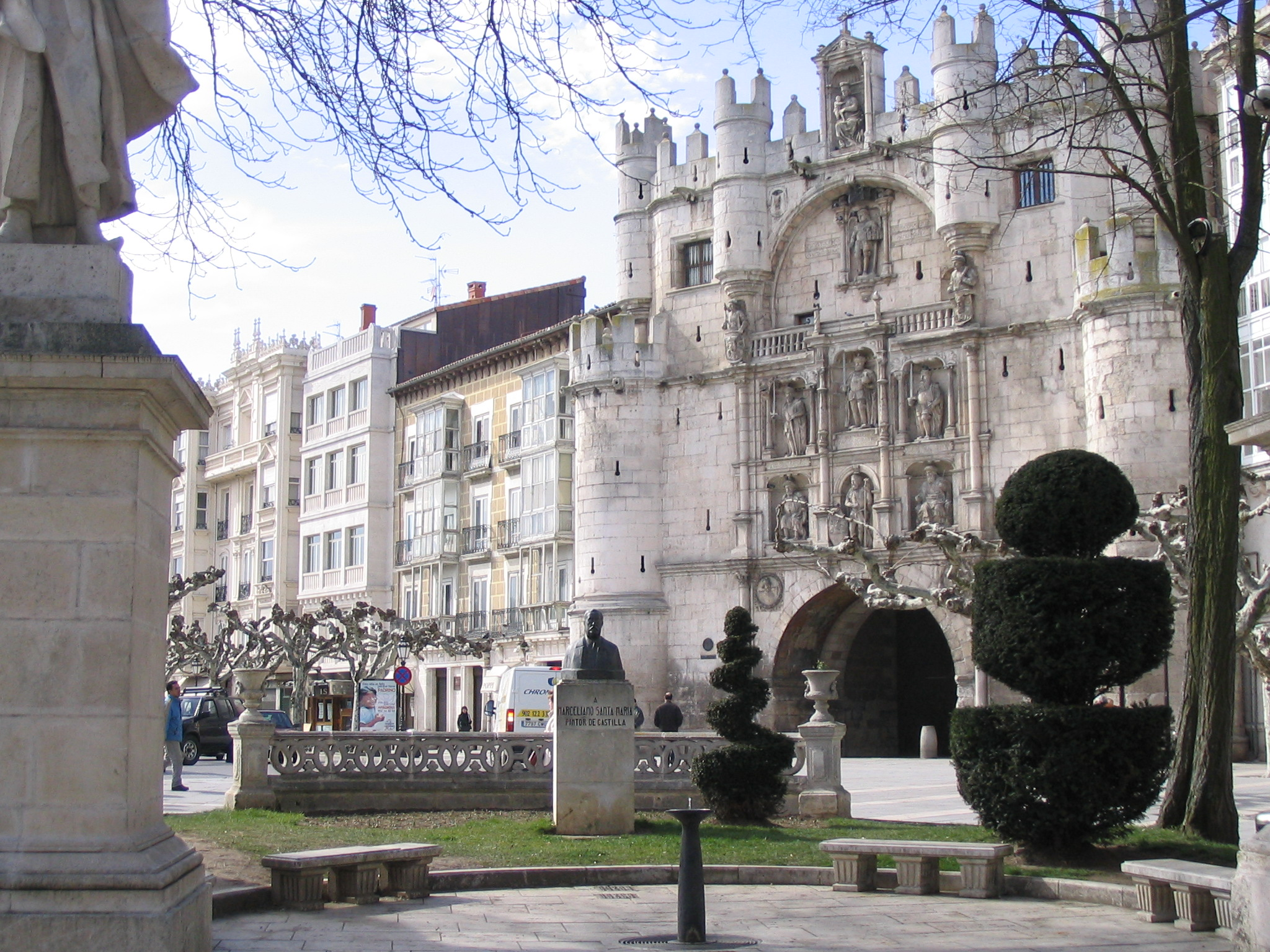
Arc de Santa Maria, a Burgos.
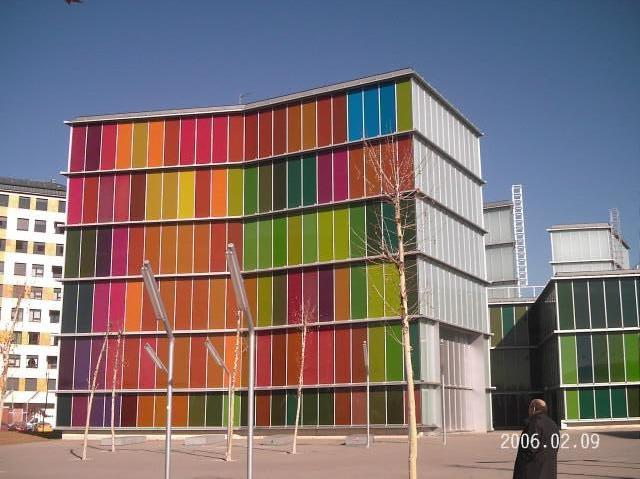
Museu de Art Contemporani de Lleó.
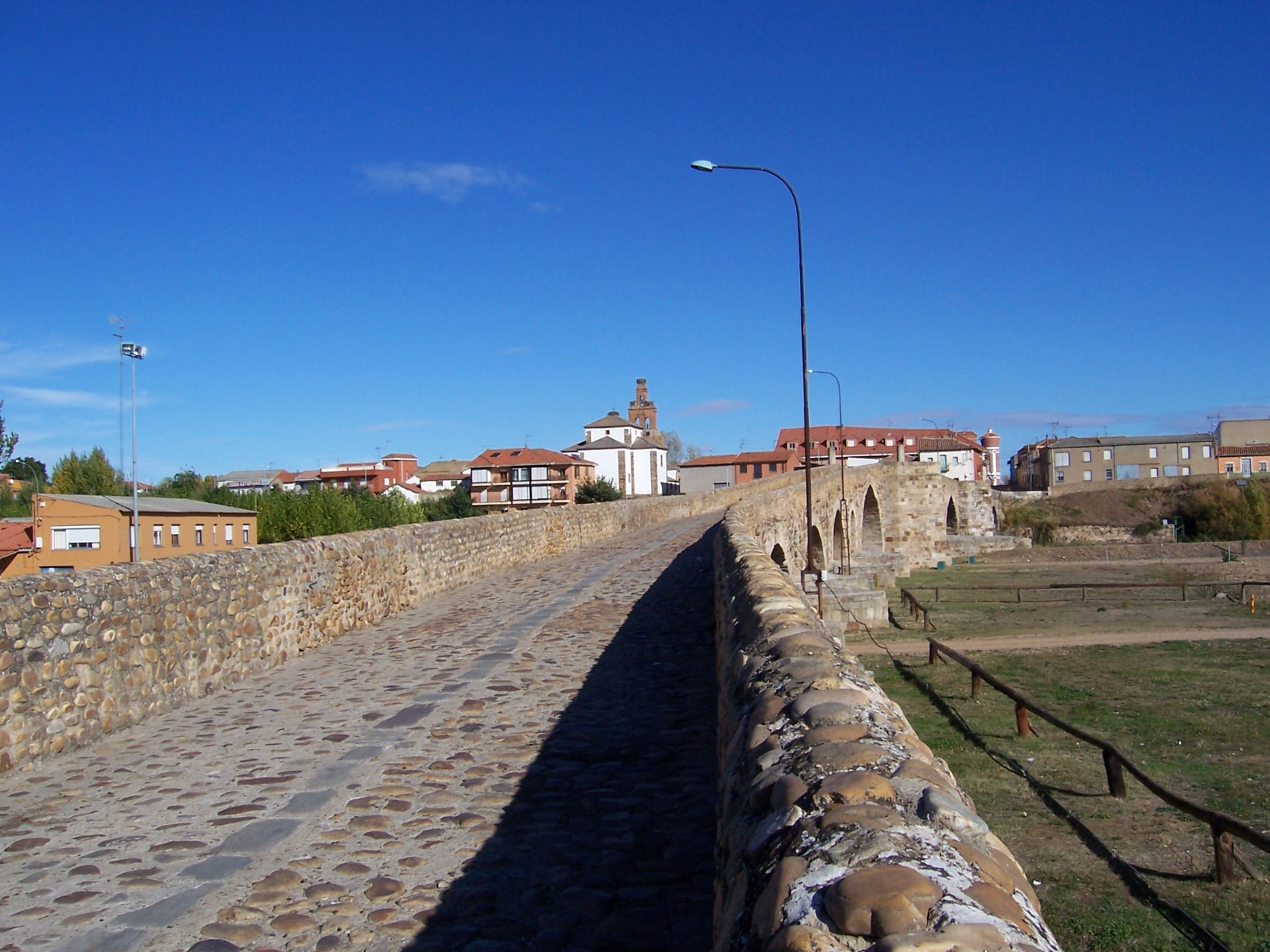
Pont del "Paso Honroso", a Hospital de Órbigo.
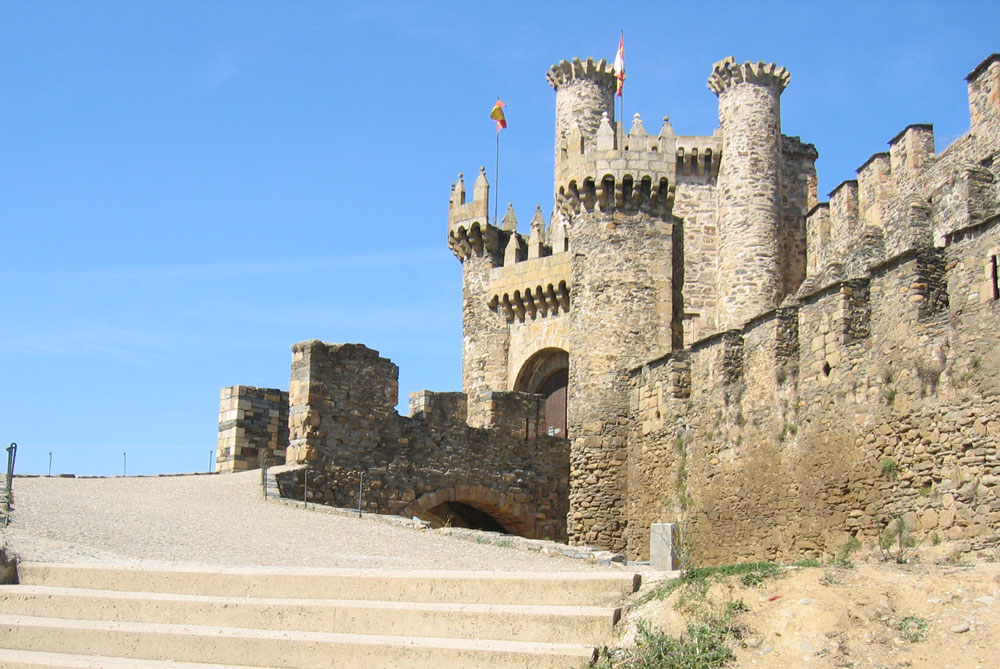
Castell dels Templaris, a Ponferrada.
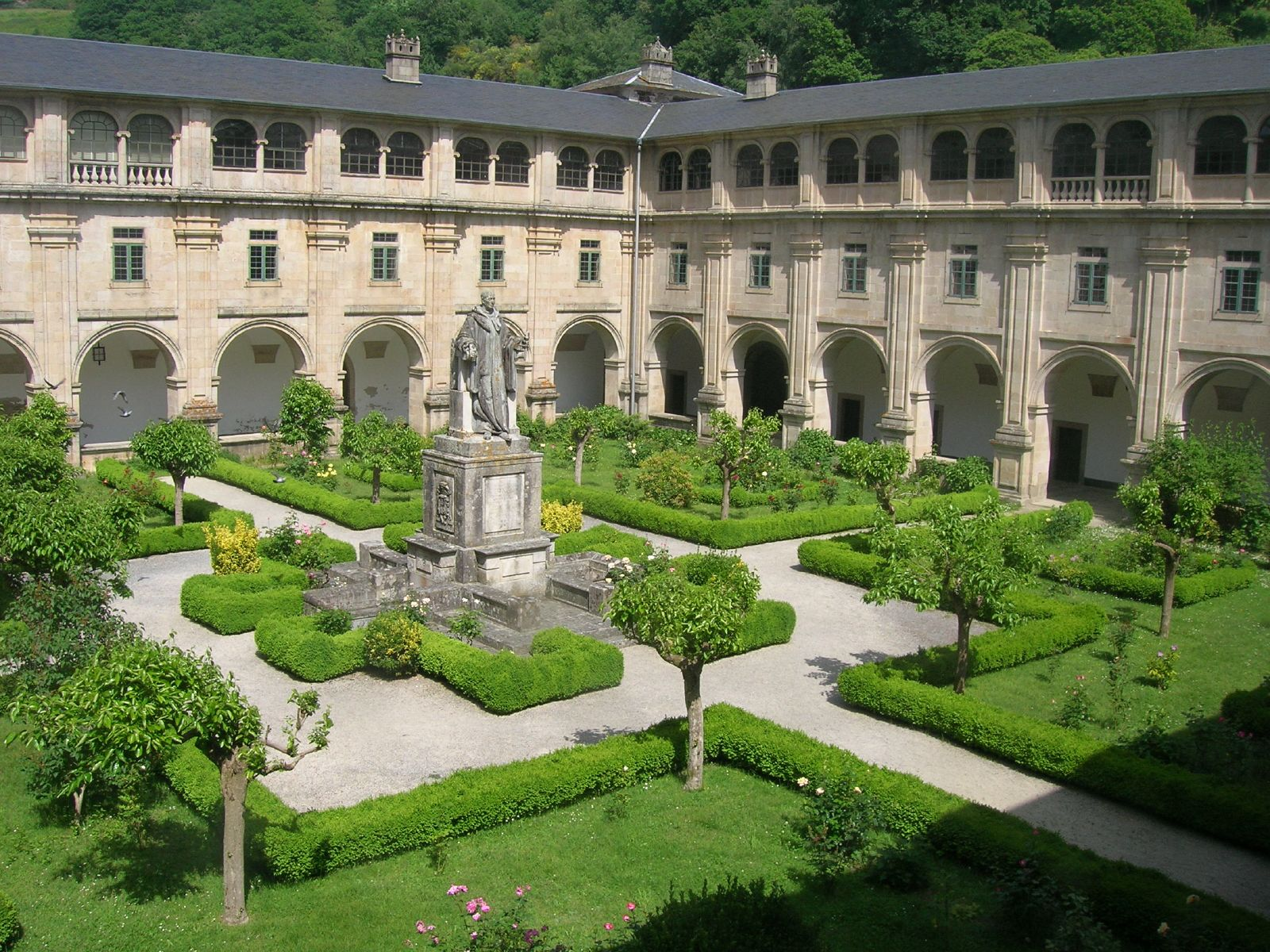
Monestir de San Xulián de Samos.
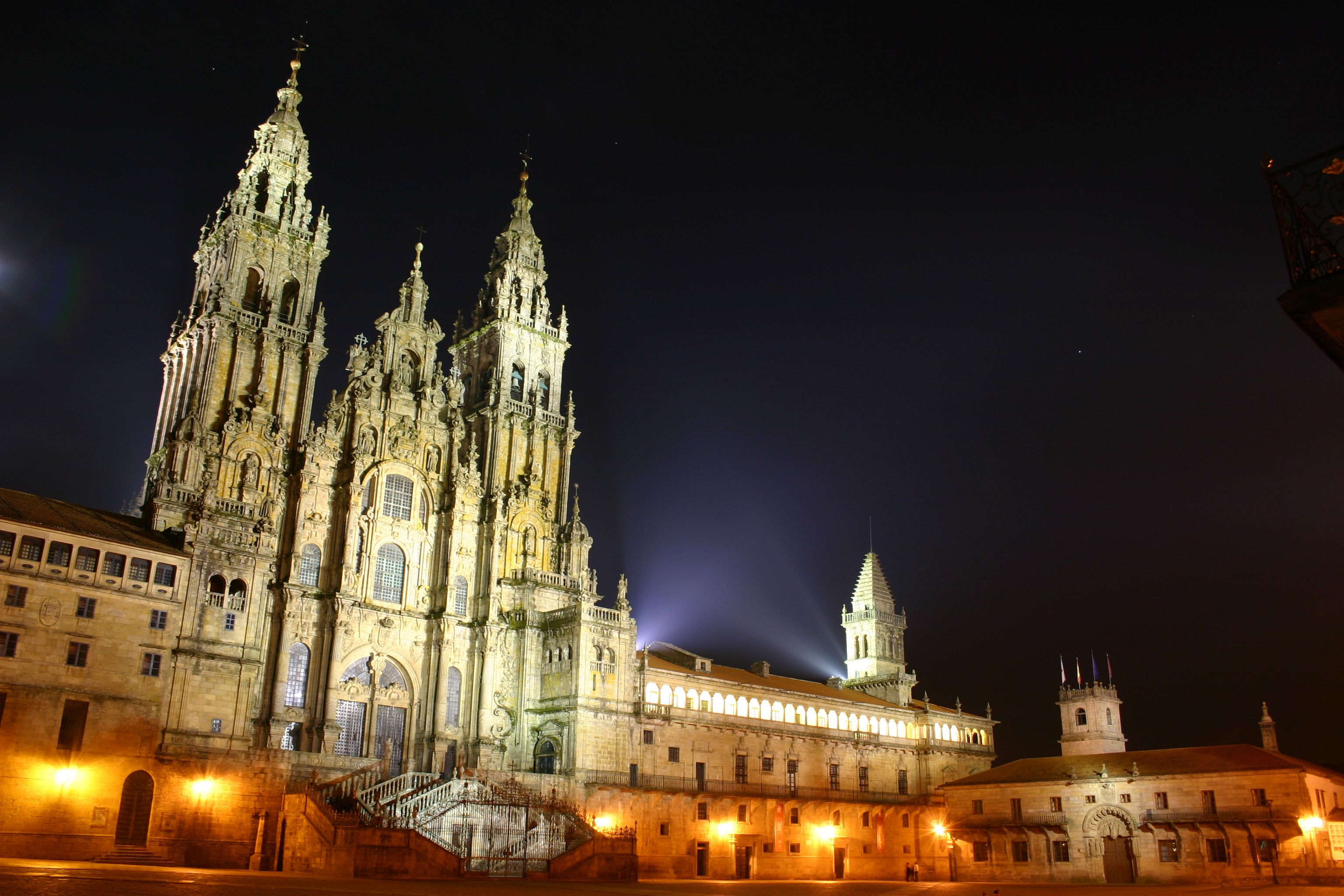
Catedral de Santiago de Compostel·la.

## Documentació i bibliografia
- Camino de Madrid a Santiago de Compostela. S. Martínez, F.G.Mascarell, M. de Paz. Ed. Asociación de los Amigos de los Caminos de Santiago de Madrid. 1999
- Caminos de Santiago del Norte. Asociación Astur-Leonesa de Amigos del Camino de Santiago. 2004
- Caminos jacobeos de Zamora. Pueblos y valores. Alfonso Ramos de Castro. 2000
- El Camino de Santiago. Antón Pombo. Ed. Anaya Touring. 2004
- El Camino de Santiago. Federación Española de Asociaciones de Amigos del Camino de Santiago. Ed. Valverde. 1993
- Esencial Camino de Santiago. José Antonio Ortiz, Manuel Paz de Santos, Francisco García Mascarell. Asociación de Amigos del Camino de Madrid. 2001